# Élections municipales de 2017 à Montréal
Les élections municipales de 2017 à Montréal se déroulent le 5 novembre 2017. En tout, les citoyens de Montréal procèdent à l'élection de 103 représentants lors d'un scrutin uninominal majoritaire à un tour ; un maire, dix-huit maires d'arrondissement, 46 conseillers de ville et 38 conseillers d'arrondissement.
Cette élection est marquée par la victoire de Projet Montréal, qui obtient une majorité de sièges au conseil de ville, et de sa candidate Valérie Plante qui devient la première femme à être élue à la tête de Montréal.

## Contexte

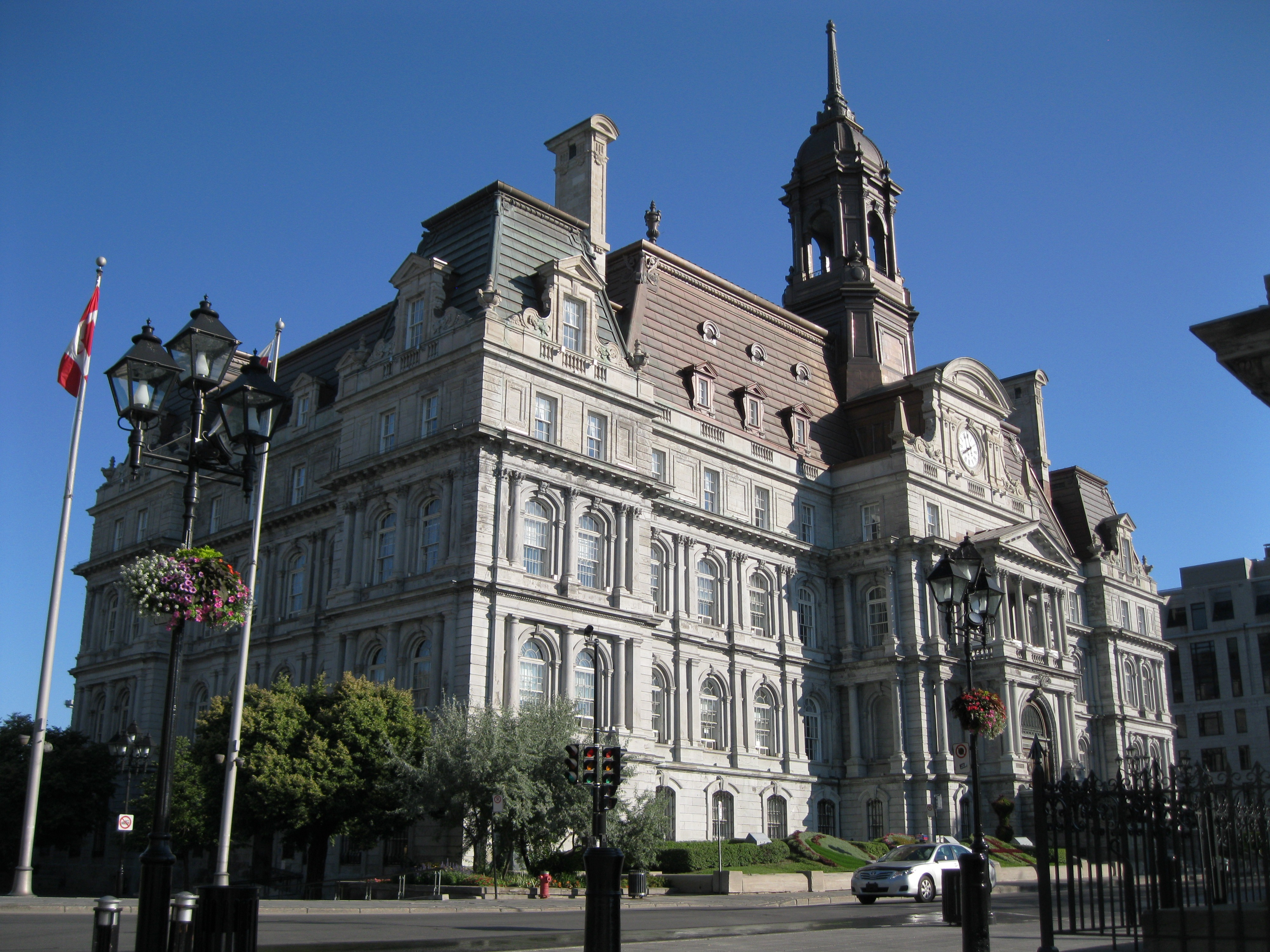
Hôtel de ville de Montréal.

Depuis la dernière élection municipale tenue en 2013, la ville de Montréal est dirigée par le maire Denis Coderre et son administration. Le parti du maire Coderre, l'Équipe Denis Coderre pour Montréal, avait remporté 29 sièges du conseil de ville de Montréal, et en occupait, à la dissolution, 36.
Lors de la dernière élection, le principal parti d'opposition, Projet Montréal, obtenait 19 sièges au conseil municipal. En novembre 2014, l'ancien chef de Projet Montréal et candidat à la mairie en 2005, 2009 et 2013 Richard Bergeron quittait le parti qu'il avait lui-même fondé. Il s'est officiellement joint au parti du maire Coderre deux ans plus tard. Projet Montréal a élu sa nouvelle chef, Valérie Plante, en décembre 2016.
Arrivée seconde derrière Coderre en 2013, Mélanie Joly, candidate à la mairie du parti Vrai changement pour Montréal, quitte la politique municipale en septembre 2014 pour rejoindre le Parti libéral du Canada en 2015. Vrai changement pour Montréal faisait élire quatre conseillers de ville et quatre conseillers d'arrondissement en 2013. Ce parti ne compte plus que quatre élus au total et ne propose pas de candidat à la mairie de Montréal pour l'élection de 2017.
Le parti Coalition Montréal pour sa part, mené par Marcel Côté lors de la dernière élection, n'a pas réussi à conserver ses appuis après la mort de Marcel Côté le 25 mai 2014. Plusieurs élus, notamment les maires Russell Copeman et Benoit Dorais des arrondissements Côte-des-Neiges–Notre-Dame-de-Grâce et Sud-Ouest ont rejoint l'Équipe Coderre et Projet Montréal, respectivement. Le parti est dirigé par le conseiller municipal de Snowdon, Marvin Rotrand, depuis décembre 2016 et a brièvement présenté à la mairie de Montréal l’ancien président du comité exécutif, Jean Fortier. Il s'est par la suite retiré pour appuyer la candidature de Valérie Plante à la mairie de Montréal.

### Élus transfuges

Composition du conseil de ville de Montréal en septembre 2017:
Équipe Denis Coderre pour Montréal (36)
Projet Montréal (19)
Vrai changement pour Montréal (2)
Équipe Barbe (2)
Équipe Anjou (2)
Coalition Montréal (1)
Équipe Dauphin Lachine (1)
Indépendant (2)

Depuis 2013, les formations politiques Équipe Denis Coderre et Projet Montréal ont attiré de quatre des six élus auparavant membres de Coalition Montréal et plusieurs autres élus des autres partis d'opposition.
 Coalition Montréal →  Équipe Denis Coderre pour Montréal
- Russell Copeman (Maire de l'arrondissement Côte-des-Neiges–Notre-Dame-de-Grâce)
- Réal Ménard (Maire de l'arrondissement Mercier–Hochelaga-Maisonneuve)
- Elsie Lefebvre (Conseillère de ville pour Villeray)

 Coalition Montréal →  Projet Montréal
- Benoit Dorais (Maire de l'arrondissement Sud-Ouest)

 Équipe Anjou →  Équipe Denis Coderre pour Montréal
- Michelle Di Genova Zammit (Conseillère d'arrondissement pour Centre)

 Équipe Dauphin Lachine →  Équipe Denis Coderre pour Montréal
- Jean-François Cloutier (Conseiller de ville pour Lachine)
- Kymberley Simonyik (Conseillère d'arrondissement pour Fort-Rolland)

 Équipe Dauphin Lachine →  Projet Montréal
- Maja Vodanovic (Conseillère d'arrondissement pour Du Canal)

 Équipe Richard Bélanger →  Équipe Denis Coderre pour Montréal
- Éric Dugas (Conseiller d'arrondissement pour Sainte-Geneviève)

 Projet Montréal →  Équipe Denis Coderre pour Montréal
- Richard Bergeron (Conseiller de ville pour Saint-Jacques)
- Marc-André Gadoury (Conseiller de ville pour Étienne-Desmarteau)
- Érika Duchesne (Conseillère de ville pour Vieux-Rosemont)

 Vrai changement pour Montréal →  Équipe Denis Coderre pour Montréal
- Lorraine Pagé (Conseillère de ville pour Sault-au-Récollet)

 Vrai changement pour Montréal →  Projet Montréal
- Normand Marinacci (Maire de l'arrondissement Île-Bizard–Sainte-Geneviève)
- Christian Larocque (Conseiller d'arrondissement pour Denis-Benjamin-Viger)
- Jean-Dominic Lévesque-René (Conseiller d'arrondissement pour Jacques-Bizard)

## Mode de scrutin
Durant les élections municipales montréalaises, un total de 103 postes est à pourvoir, incluant le maire de la ville, 18 maires d'arrondissements, 46 conseillers municipaux (aussi appelés conseillers de ville) et 38 conseillers d'arrondissements. Ces derniers ne siègent pas au conseil municipal de Montréal, tandis que les 65 autres élus le font.
La répartition de ces postes change entre les arrondissements (au nombre de 19), ce qui signifie que les électeurs ont à voter plusieurs fois (d'un minimum de 3 dans certains arrondissements — 2 fois dans l'arrondissement Ville-Marie, et un maximum de 5 fois dans d'autres).
Chaque poste est élu au scrutin majoritaire à un tour.

## Candidats principaux à la mairie
| Parti | Parti                              | Candidat                | Profession antérieure                                            |
| ----- | ---------------------------------- | ----------------------- | ---------------------------------------------------------------- |
|       | Projet Montréal                    | Valérie Plante          | conseillère municipale du district Sainte-Marie dans Ville-Marie |
|       | Équipe Denis Coderre pour Montréal | Denis Coderre (Sortant) | Maire sortant                                                    |

## Partis politiques et candidatures
|               | Équipe Denis Coderre pour Montréal      | 1 | 18 | 46  | 38  | 103 |  |  |
|               | Projet Montréal - Équipe Valérie Plante | 1 | 18 | 46  | 38  | 103 |  |  |
|               | Vrai changement pour Montréal           | 0 | 3  | 7   | 10  | 20  |  |  |
|               | Coalition Montréal                      | 1 | 2  | 13  | 2   | 18  |  |  |
| Partis locaux |                                         |   |    |     |     |     |  |  |
|               | Équipe Barbe Team                       | 0 | 1  | 2   | 4   | 7   |  |  |
|               | Équipe Anjou                            | 0 | 1  | 1   | 3   | 5   |  |  |
|               | Équipe Dauphin Lachine                  | 0 | 1  | 1   | 3   | 5   |  |  |
|               | Plateau sans frontières                 | 0 | 0  | 2   | 1   | 3   |  |  |
|               |                                         |   |    |     |     |     |  |  |
|               | Indépendants                            | 5 | 2  | 9   | 14  | 30  |  |  |
| Total         | Total                                   | 8 | 46 | 127 | 113 | 294 |  |  |

### Équipe Denis Coderre pour Montréal
Maire de Montréal depuis 2013, Denis Coderre se présente pour obtenir un second mandat en 2017. Son parti, l'Équipe Denis Coderre pour Montréal présente des candidats à tous les postes électifs.

### Projet Montréal
Depuis 2013, Projet Montréal est devenu le principal parti d'opposition face à l'administration Coderre.

## Résultats

### Mairie
| Parti                             | Parti                              | Candidats                         | Voix      | %     |
| --------------------------------- | ---------------------------------- | --------------------------------- | --------- | ----- |
|                                   | Projet Montréal                    | Valérie Plante                    | 243 594   | 51,42 |
|                                   | Équipe Denis Coderre pour Montréal | Denis Coderre (Sortant)           | 216 321   | 45,66 |
|                                   | Coalition Montréal                 | Jean Fortier                      | 5 948     | 1,26  |
|                                   | Indépendant                        | Bernard Gurberg                   | 2 140     | 0,45  |
|                                   | Indépendant                        | Gilbert Thibodeau                 | 1 669     | 0,35  |
|                                   | Indépendant                        | Fabrice Ntompa Ilunga             | 1 553     | 0,33  |
|                                   | Indépendant (Ligue communiste)     | Philippe Tessier                  | 1 319     | 0,28  |
|                                   | Indépendant                        | Tyler Lemco                       | 1 189     | 0,25  |
|                                   |                                    |                                   |           |       |
| Votes valides                     | Votes valides                      | Votes valides                     | 473 733   | 97,60 |
| Bulletins rejetés                 | Bulletins rejetés                  | Bulletins rejetés                 | 11 632    | 2,40  |
| Total                             | Total                              | Total                             | 485 365   | 100   |
| Abstention                        | Abstention                         | Abstention                        | 657 583   | 57,53 |
| Nombre d'inscrits / participation | Nombre d'inscrits / participation  | Nombre d'inscrits / participation | 1 142 948 | 42,47 |

### Arrondissements et districts

#### Résumé

##### Conseil municipal
|                          |                                    |                          |           |       |        |               |  |  |  |  |  |  |  |  |
| Parti                    | Parti                              | Candidats                | Voix      | %     | Sièges | +/-           |  |  |  |  |  |  |  |  |
|                          | Projet Montréal                    | 65                       | 445 054   | 49,28 | 33     | 14            |  |  |  |  |  |  |  |  |
|                          | Équipe Denis Coderre pour Montréal | 65                       | 382 982   | 42,41 | 25     | 2             |  |  |  |  |  |  |  |  |
|                          | Équipe Barbe Team                  | 3                        | 20 125    | 2,23  | 3      | 1             |  |  |  |  |  |  |  |  |
|                          | Vrai changement pour Montréal      | 10                       | 14 867    | 1,65  | 0      | 4             |  |  |  |  |  |  |  |  |
|                          | Équipe Anjou                       | 2                        | 14 060    | 1,56  | 2      | en stagnation |  |  |  |  |  |  |  |  |
|                          | Coalition Montréal                 | 16                       | 12 093    | 1,34  | 1      | 5             |  |  |  |  |  |  |  |  |
|                          | Équipe Dauphin Lachine             | 2                        | 6 589     | 0,73  | 0      | 2             |  |  |  |  |  |  |  |  |
|                          | Plateau sans frontières            | 2                        | 421       | 0,05  | 0      | Nv.           |  |  |  |  |  |  |  |  |
|                          | Indépendants                       | 16                       | 6 908     | 0,76  | 0      | 1             |  |  |  |  |  |  |  |  |
| Total des votes          | Total des votes                    | Total des votes          | 903 099   | 100   |        |               |  |  |  |  |  |  |  |  |
|                          |                                    |                          |           |       |        |               |  |  |  |  |  |  |  |  |
| Suffrages exprimés       | Suffrages exprimés                 | Suffrages exprimés       | 471 040   | 97,11 |        |               |  |  |  |  |  |  |  |  |
| Votes invalides          | Votes invalides                    | Votes invalides          | 14 038    | 2,89  |        |               |  |  |  |  |  |  |  |  |
| Total                    | Total                              | Total                    | 485 078   | 100   | 64     | en stagnation |  |  |  |  |  |  |  |  |
| Abstention               | Abstention                         | Abstention               | 657 870   | 57,56 |        |               |  |  |  |  |  |  |  |  |
| Inscrits / participation | Inscrits / participation           | Inscrits / participation | 1 142 948 | 42,44 |        |               |  |  |  |  |  |  |  |  |

##### Par postes
| Parti                             | Parti                              | Candidats                         | Voix      | %     | Sièges | +/-           |
| --------------------------------- | ---------------------------------- | --------------------------------- | --------- | ----- | ------ | ------------- |
|                                   | Projet Montréal                    | 18                                | 219 283   | 48,77 | 10     | 8             |
|                                   | Équipe Denis Coderre pour Montréal | 18                                | 193 720   | 43,09 | 6      | 2             |
|                                   | Équipe Barbe Team                  | 1                                 | 11 129    | 2,48  | 1      | en stagnation |
|                                   | Vrai changement pour Montréal      | 3                                 | 8 332     | 1,85  | 0      | 1             |
|                                   | Équipe Anjou                       | 1                                 | 7 518     | 1,67  | 1      | en stagnation |
|                                   | Équipe Dauphin Lachine             | 1                                 | 3 649     | 0,81  | 0      | 1             |
|                                   | Coalition Montréal                 | 2                                 | 3 309     | 0,74  | 0      | 3             |
|                                   | Indépendants                       | 2                                 | 2 658     | 0,59  | 0      | en stagnation |
|                                   |                                    |                                   |           |       |        |               |
| Votes valides                     | Votes valides                      | Votes valides                     | 449 598   | 96,88 |        |               |
| Bulletins rejetés                 | Bulletins rejetés                  | Bulletins rejetés                 | 14 490    | 3,12  |        |               |
| Total                             | Total                              | Total                             | 464 088   | 100   | 18     | -             |
| Abstention                        | Abstention                         | Abstention                        | 620 564   | 57,21 |        |               |
| Nombre d'inscrits / participation | Nombre d'inscrits / participation  | Nombre d'inscrits / participation | 1 084 652 | 42,79 |        |               |

| Parti                    | Parti                              | Candidats                | Voix      | %     | Sièges | +/-           |  |
| ------------------------ | ---------------------------------- | ------------------------ | --------- | ----- | ------ | ------------- |  |
|                          | Projet Montréal                    | 46                       | 225 771   | 49,78 | 23     | 6             |  |
|                          | Équipe Denis Coderre pour Montréal | 46                       | 189 262   | 41,73 | 19     | en stagnation |  |
|                          | Équipe Barbe Team                  | 2                        | 8 996     | 1,98  | 2      | 1             |  |
|                          | Coalition Montréal                 | 13                       | 8 784     | 1,94  | 1      | 2             |  |
|                          | Équipe Anjou                       | 1                        | 6 542     | 1,44  | 1      | en stagnation |  |
|                          | Vrai changement pour Montréal      | 7                        | 6 535     | 1,44  | 0      | 3             |  |
|                          | Équipe Dauphin Lachine             | 1                        | 2 940     | 0,65  | 0      | 1             |  |
|                          | Plateau sans frontières            | 2                        | 421       | 0,09  | 0      | Nv.           |  |
|                          | Indépendants                       | 7                        | 4 250     | 0,94  | 0      | 1             |  |
|                          |                                    |                          |           |       |        |               |  |
| Suffrages exprimés       | Suffrages exprimés                 | Suffrages exprimés       | 453 501   | 96,77 |        |               |  |
| Votes invalides          | Votes invalides                    | Votes invalides          | 15 116    | 3,23  |        |               |  |
| Total                    | Total                              | Total                    | 468 617   | 100   | 46     | en stagnation |  |
| Abstention               | Abstention                         | Abstention               | 645 070   | 57,92 |        |               |  |
| Inscrits / participation | Inscrits / participation           | Inscrits / participation | 1 113 687 | 42,08 |        |               |  |

| Parti                    | Parti                              | Candidats                | Voix    | %     | Sièges | +/-           |  |
| ------------------------ | ---------------------------------- | ------------------------ | ------- | ----- | ------ | ------------- |  |
|                          | Projet Montréal                    | 38                       | 128 460 | 45,08 | 17     | 9             |  |
|                          | Équipe Denis Coderre pour Montréal | 38                       | 114 972 | 40,35 | 14     | 2             |  |
|                          | Équipe Barbe Team                  | 4                        | 18 529  | 6,50  | 4      | en stagnation |  |
|                          | Vrai changement pour Montréal      | 10                       | 7 605   | 2,67  | 0      | 4             |  |
|                          | Équipe Anjou                       | 3                        | 5 516   | 1,94  | 3      | en stagnation |  |
|                          | Équipe Dauphin Lachine             | 3                        | 3 322   | 1,17  | 0      | 3             |  |
|                          | Coalition Montréal                 | 2                        | 505     | 0,18  | 0      | en stagnation |  |
|                          | Plateau sans frontières            | 1                        | 207     | 0,07  | 0      | Nv.           |  |
|                          | Indépendants                       | 13                       | 5 826   | 2,04  | 0      | en stagnation |  |
| Total des votes          | Total des votes                    | Total des votes          | 284 942 | 100   |        |               |  |
|                          |                                    |                          |         |       |        |               |  |
| Suffrages exprimés       | Suffrages exprimés                 | Suffrages exprimés       | 243 166 | 96,28 |        |               |  |
| Votes invalides          | Votes invalides                    | Votes invalides          | 9 392   | 3,72  |        |               |  |
| Total                    | Total                              | Total                    | 252 558 | 100   | 38     | en stagnation |  |
| Abstention               | Abstention                         | Abstention               | 357 351 | 58,59 |        |               |  |
| Inscrits / participation | Inscrits / participation           | Inscrits / participation | 609 909 | 41,41 |        |               |  |

|       | Projet Montréal                    | 51  | 24            |  |  |  |
|       | Équipe Denis Coderre pour Montréal | 39  | 1             |  |  |  |
|       | Équipe LaSalle                     | 7   | 1             |  |  |  |
|       | Équipe Anjou                       | 5   | en stagnation |  |  |  |
|       | Coalition Montréal                 | 1   | 5             |  |  |  |
|       | Vrai changement pour Montréal      | 0   | 8             |  |  |  |
|       | Équipe Dauphin Lachine             | 0   | 5             |  |  |  |
|       | Indépendants                       | 0   | 2             |  |  |  |
|       |                                    |     |               |  |  |  |
| Total | Total                              | 103 | en stagnation |  |  |  |

#### Ahuntsic-Cartierville
| Ahuntsic-Cartierville | Candidats à la mairie                               | Votes  | %     |
| Ahuntsic-Cartierville | Émilie Thuillier Projet Montréal                    | 21 017 | 52,48 |
| Ahuntsic-Cartierville | Harout Chitilian Équipe Denis Coderre pour Montréal | 19 031 | 47,52 |
| Ahuntsic-Cartierville |                                                     |        |       |
| Ahuntsic-Cartierville | Votes valides                                       | 40 048 | 96,84 |
| Ahuntsic-Cartierville | Votes invalides                                     | 1 308  | 3,16  |
| Ahuntsic-Cartierville | Total                                               | 41 356 | 100   |
| Ahuntsic-Cartierville | Abstentions                                         | 46 295 | 52,82 |
| Ahuntsic-Cartierville | Inscrits/Participation                              | 87 651 | 47,18 |

| District              | Poste                | Candidat                                                    | Votes  | %     |
| Ahuntsic              | Conseiller municipal | Nathalie Goulet Projet Montréal                             | 6 246  | 55,46 |
| Ahuntsic              | Conseiller municipal | Raphaël Melançon Équipe Denis Coderre pour Montréal         | 4 432  | 39,35 |
| Ahuntsic              | Conseiller municipal | Pierre Lachapelle Coalition Montréal                        | 585    | 5,19  |
| Ahuntsic              | Conseiller municipal |                                                             |        |       |
| Ahuntsic              | Conseiller municipal | Votes valides                                               | 11 263 | 97,33 |
| Ahuntsic              | Conseiller municipal | Votes invalides                                             | 309    | 2,67  |
| Ahuntsic              | Conseiller municipal | Total                                                       | 11 572 | 100   |
| Ahuntsic              | Conseiller municipal | Abstentions                                                 | 10 437 | 47,42 |
| Ahuntsic              | Conseiller municipal | Inscrits/Participation                                      | 22 009 | 52,58 |
|                       |                      |                                                             |        |       |
| Bordeaux-Cartierville | Conseiller municipal | Effie Giannou Équipe Denis Coderre pour Montréal            | 5 277  | 59,89 |
| Bordeaux-Cartierville | Conseiller municipal | Fadia Nassr Projet Montréal                                 | 3 048  | 34,59 |
| Bordeaux-Cartierville | Conseiller municipal | Shant Karabajak Coalition Montréal                          | 486    | 5,52  |
| Bordeaux-Cartierville | Conseiller municipal |                                                             |        |       |
| Bordeaux-Cartierville | Conseiller municipal | Votes valides                                               | 8 811  | 96,43 |
| Bordeaux-Cartierville | Conseiller municipal | Votes invalides                                             | 326    | 3,57  |
| Bordeaux-Cartierville | Conseiller municipal | Total                                                       | 9 137  | 100   |
| Bordeaux-Cartierville | Conseiller municipal | Abstentions                                                 | 12 516 | 57,80 |
| Bordeaux-Cartierville | Conseiller municipal | Inscrits/Participation                                      | 21 653 | 42,20 |
|                       |                      |                                                             |        |       |
| Saint-Sulpice         | Conseiller municipal | Hadrien Parizeau Équipe Denis Coderre pour Montréal         | 5 276  | 53,74 |
| Saint-Sulpice         | Conseiller municipal | Ramzi Sfeir Projet Montréal                                 | 4 541  | 46,26 |
| Saint-Sulpice         | Conseiller municipal |                                                             |        |       |
| Saint-Sulpice         | Conseiller municipal | Votes valides                                               | 9 817  | 96,62 |
| Saint-Sulpice         | Conseiller municipal | Votes invalides                                             | 343    | 3,38  |
| Saint-Sulpice         | Conseiller municipal | Total                                                       | 10 160 | 100   |
| Saint-Sulpice         | Conseiller municipal | Abstentions                                                 | 13 153 | 56,42 |
| Saint-Sulpice         | Conseiller municipal | Inscrits/Participation                                      | 23 313 | 43,58 |
|                       |                      |                                                             |        |       |
| Sault-au-Récollet     | Conseiller municipal | Jérôme Normand Projet Montréal                              | 4 980  | 49,40 |
| Sault-au-Récollet     | Conseiller municipal | Lorraine Pagé (Sortante) Équipe Denis Coderre pour Montréal | 4 526  | 44,90 |
| Sault-au-Récollet     | Conseiller municipal | Giovanna Giancaspro Coalition Montréal                      | 574    | 5,69  |
| Sault-au-Récollet     | Conseiller municipal |                                                             |        |       |
| Sault-au-Récollet     | Conseiller municipal | Votes valides                                               | 10 080 | 96,96 |
| Sault-au-Récollet     | Conseiller municipal | Votes invalides                                             | 316    | 3,04  |
| Sault-au-Récollet     | Conseiller municipal | Total                                                       | 10 396 | 100   |
| Sault-au-Récollet     | Conseiller municipal | Abstentions                                                 | 10 280 | 49,72 |
| Sault-au-Récollet     | Conseiller municipal | Inscrits/Participation                                      | 20 676 | 50,28 |

| Parti                    | Parti                              | Candidats                | Voix   | %     | Sièges | +/-           |  |
| ------------------------ | ---------------------------------- | ------------------------ | ------ | ----- | ------ | ------------- |  |
|                          | Projet Montréal                    | 5                        | 39 832 | 49,78 | 3      | 2             |  |
|                          | Équipe Denis Coderre pour Montréal | 5                        | 38 542 | 48,17 | 2      | 1             |  |
|                          | Coalition Montréal                 | 3                        | 1 645  | 2,06  | 0      | en stagnation |  |
| Total des votes          | Total des votes                    | Total des votes          | 80 019 | 100   |        |               |  |
|                          |                                    |                          |        |       |        |               |  |
| Suffrages exprimés       | Suffrages exprimés                 | Suffrages exprimés       | 40 048 | 96,84 |        |               |  |
| Votes invalides          | Votes invalides                    | Votes invalides          | 1 308  | 3,16  |        |               |  |
| Total                    | Total                              | Total                    | 41 356 | 100   | 5      | en stagnation |  |
| Abstention               | Abstention                         | Abstention               | 46 295 | 52,82 |        |               |  |
| Inscrits / participation | Inscrits / participation           | Inscrits / participation | 87 651 | 47,18 |        |               |  |

#### Anjou
| Anjou | Candidats à la mairie                             | Votes  | %     |
| Anjou | Luis Miranda (Sortant) Équipe Anjou               | 7 518  | 54,27 |
| Anjou | Angela Mancini Équipe Denis Coderre pour Montréal | 3 511  | 25,35 |
| Anjou | Rémy Tondreau Projet Montréal                     | 2 823  | 20,38 |
| Anjou |                                                   |        |       |
| Anjou | Votes valides                                     | 13 852 | 96,23 |
| Anjou | Votes invalides                                   | 542    | 3,77  |
| Anjou | Total                                             | 14 394 | 100   |
| Anjou | Abstentions                                       | 15 183 | 51,33 |
| Anjou | Inscrits/Participation                            | 29 577 | 48,67 |

| District            | Poste                                      | Candidat                                                                | Votes  | %     |
| Anjou               | Conseiller municipal                       | Andrée Hénault (Sortante) Équipe Anjou                                  | 6 542  | 47,40 |
| Anjou               | Conseiller municipal                       | Michèle Gagné Équipe Denis Coderre pour Montréal                        | 3 995  | 28,94 |
| Anjou               | Conseiller municipal                       | Robert Mailhot Projet Montréal                                          | 3 266  | 23,66 |
| Anjou               | Conseiller municipal                       |                                                                         |        |       |
| Anjou               | Conseiller municipal                       | Votes valides                                                           | 13 803 | 95,97 |
| Anjou               | Conseiller municipal                       | Votes invalides                                                         | 580    | 4,03  |
| Anjou               | Conseiller municipal                       | Total                                                                   | 14 383 | 100   |
| Anjou               | Conseiller municipal                       | Abstentions                                                             | 15 194 | 51,37 |
| Anjou               | Conseiller municipal                       | Inscrits/Participation                                                  | 29 577 | 48,63 |
|                     |                                            |                                                                         |        |       |
| District du Centre  | Conseillère d'arrondissement               | Kristine Marsolais Équipe Anjou                                         | 2 129  | 39,55 |
| District du Centre  | Conseillère d'arrondissement               | Michelle Di Genova Zammit (Sortante) Équipe Denis Coderre pour Montréal | 1 939  | 36,02 |
| District du Centre  | Conseillère d'arrondissement               | Julie De Martino Projet Montréal                                        | 1 315  | 24,43 |
| District du Centre  | Conseillère d'arrondissement               |                                                                         |        |       |
| District du Centre  | Conseillère d'arrondissement               | Votes valides                                                           | 5 383  | 95,53 |
| District du Centre  | Conseillère d'arrondissement               | Votes invalides                                                         | 252    | 4,47  |
| District du Centre  | Conseillère d'arrondissement               | Total                                                                   | 5 635  | 100   |
| District du Centre  | Conseillère d'arrondissement               | Abstentions                                                             | 5 309  | 48,51 |
| District du Centre  | Conseillère d'arrondissement               | Inscrits/Participation                                                  | 10 944 | 51,49 |
|                     |                                            |                                                                         |        |       |
| District de l'Est   | Conseiller ou conseillère d'arrondissement | Richard Leblanc Équipe Anjou                                            | 1 724  | 44,09 |
| District de l'Est   | Conseiller ou conseillère d'arrondissement | Mario Robert Équipe Denis Coderre pour Montréal                         | 1 029  | 26,32 |
| District de l'Est   | Conseiller ou conseillère d'arrondissement | Sylvain Plourde Projet Montréal                                         | 949    | 24,27 |
| District de l'Est   | Conseiller ou conseillère d'arrondissement | Nadia Ghalem Indépendante                                               | 208    | 5,32  |
| District de l'Est   | Conseiller ou conseillère d'arrondissement |                                                                         |        |       |
| District de l'Est   | Conseiller ou conseillère d'arrondissement | Votes valides                                                           | 3 910  | 96,81 |
| District de l'Est   | Conseiller ou conseillère d'arrondissement | Votes invalides                                                         | 129    | 3,19  |
| District de l'Est   | Conseiller ou conseillère d'arrondissement | Total                                                                   | 4 039  | 100   |
| District de l'Est   | Conseiller ou conseillère d'arrondissement | Abstentions                                                             | 4 841  | 54,52 |
| District de l'Est   | Conseiller ou conseillère d'arrondissement | Inscrits/Participation                                                  | 8 880  | 45,48 |
|                     |                                            |                                                                         |        |       |
| District de l'Ouest | Conseiller ou conseillère d'arrondissement | Lynne Shand Équipe Anjou                                                | 1 663  | 36,96 |
| District de l'Ouest | Conseiller ou conseillère d'arrondissement | René Gauthier Équipe Denis Coderre pour Montréal                        | 1 267  | 28,16 |
| District de l'Ouest | Conseiller ou conseillère d'arrondissement | Stephanie Cambria Projet Montréal                                       | 1 230  | 27,34 |
| District de l'Ouest | Conseiller ou conseillère d'arrondissement | Gilles Beaudry (Sortant) Indépendant                                    | 339    | 7,54  |
| District de l'Ouest | Conseiller ou conseillère d'arrondissement |                                                                         |        |       |
| District de l'Ouest | Conseiller ou conseillère d'arrondissement | Votes valides                                                           | 4 499  | 95,64 |
| District de l'Ouest | Conseiller ou conseillère d'arrondissement | Votes invalides                                                         | 205    | 4,36  |
| District de l'Ouest | Conseiller ou conseillère d'arrondissement | Total                                                                   | 4 704  | 100   |
| District de l'Ouest | Conseiller ou conseillère d'arrondissement | Abstentions                                                             | 5 049  | 51,77 |
| District de l'Ouest | Conseiller ou conseillère d'arrondissement | Inscrits/Participation                                                  | 9 753  | 48,23 |

| Parti                    | Parti                              | Candidats                | Voix   | %     | Sièges | +/-           |  |
| ------------------------ | ---------------------------------- | ------------------------ | ------ | ----- | ------ | ------------- |  |
|                          | Équipe Anjou                       | 5                        | 19 576 | 47,23 | 5      | en stagnation |  |
|                          | Équipe Denis Coderre pour Montréal | 5                        | 11 741 | 28,33 | 0      | en stagnation |  |
|                          | Projet Montréal                    | 5                        | 9 583  | 23,12 | 0      | en stagnation |  |
|                          | Indépendants                       | 2                        | 547    | 1,32  | 0      | -             |  |
| Total des votes          | Total des votes                    | Total des votes          | 41 447 | 100   |        |               |  |
|                          |                                    |                          |        |       |        |               |  |
| Suffrages exprimés       | Suffrages exprimés                 | Suffrages exprimés       | 13 852 | 96,23 |        |               |  |
| Votes invalides          | Votes invalides                    | Votes invalides          | 542    | 3,77  |        |               |  |
| Total                    | Total                              | Total                    | 14 394 | 100   | 5      | en stagnation |  |
| Abstention               | Abstention                         | Abstention               | 15 183 | 51,33 |        |               |  |
| Inscrits / participation | Inscrits / participation           | Inscrits / participation | 29 577 | 48,67 |        |               |  |

#### Côte-des-Neiges-Notre-Dame-de-Grâce
| Côte-des-Neiges–Notre-Dame-de-Grâce | Candidats à la mairie                                        | Votes  | %     |
| Côte-des-Neiges–Notre-Dame-de-Grâce | Sue Montgomery Projet Montréal                               | 17 839 | 47,58 |
| Côte-des-Neiges–Notre-Dame-de-Grâce | Russell Copeman (Sortant) Équipe Denis Coderre pour Montréal | 16 409 | 43,77 |
| Côte-des-Neiges–Notre-Dame-de-Grâce | Zaki Ghavitian Coalition Montréal                            | 3 241  | 8,65  |
| Côte-des-Neiges–Notre-Dame-de-Grâce |                                                              |        |       |
| Côte-des-Neiges–Notre-Dame-de-Grâce | Votes valides                                                | 37 489 | 97,03 |
| Côte-des-Neiges–Notre-Dame-de-Grâce | Votes invalides                                              | 1 146  | 2,97  |
| Côte-des-Neiges–Notre-Dame-de-Grâce | Total                                                        | 38 635 | 100   |
| Côte-des-Neiges–Notre-Dame-de-Grâce | Abstentions                                                  | 60 459 | 61,01 |
| Côte-des-Neiges–Notre-Dame-de-Grâce | Inscrits/Participation                                       | 99 094 | 38,99 |

| District            | Poste                | Candidat                                                  | Votes  | %     |
| Côte-des-Neiges     | Conseiller municipal | Magda Popeanu (Sortante) Projet Montréal                  | 3 518  | 54,88 |
| Côte-des-Neiges     | Conseiller municipal | Tiffany Callender Équipe Denis Coderre pour Montréal      | 2 341  | 36,52 |
| Côte-des-Neiges     | Conseiller municipal | Raphaël Assor Coalition Montréal                          | 395    | 6,16  |
| Côte-des-Neiges     | Conseiller municipal | Maureen Chin Vrai changement pour Montréal                | 156    | 2,43  |
| Côte-des-Neiges     | Conseiller municipal |                                                           |        |       |
| Côte-des-Neiges     | Conseiller municipal | Votes valides                                             | 6 410  | 97,58 |
| Côte-des-Neiges     | Conseiller municipal | Votes invalides                                           | 159    | 2,42  |
| Côte-des-Neiges     | Conseiller municipal | Total                                                     | 6 569  | 100   |
| Côte-des-Neiges     | Conseiller municipal | Abstentions                                               | 10 763 | 62,10 |
| Côte-des-Neiges     | Conseiller municipal | Inscrits/Participation                                    | 17 332 | 37,90 |
|                     |                      |                                                           |        |       |
| Darlington          | Conseiller municipal | Lionel Perez (Sortant) Équipe Denis Coderre pour Montréal | 2 576  | 41,72 |
| Darlington          | Conseiller municipal | Graham Carpenter Projet Montréal                          | 1 969  | 31,89 |
| Darlington          | Conseiller municipal | Erik Hamon Coalition Montréal                             | 1 630  | 26,40 |
| Darlington          | Conseiller municipal |                                                           |        |       |
| Darlington          | Conseiller municipal | Votes valides                                             | 6 175  | 95,53 |
| Darlington          | Conseiller municipal | Votes invalides                                           | 289    | 4,47  |
| Darlington          | Conseiller municipal | Total                                                     | 6 464  | 100   |
| Darlington          | Conseiller municipal | Abstentions                                               | 11 612 | 64,24 |
| Darlington          | Conseiller municipal | Inscrits/Participation                                    | 18 076 | 35,76 |
|                     |                      |                                                           |        |       |
| Loyola              | Conseiller municipal | Christian Arseneault Projet Montréal                      | 3 611  | 42,90 |
| Loyola              | Conseiller municipal | Gabriel Retta Équipe Denis Coderre pour Montréal          | 2 654  | 31,53 |
| Loyola              | Conseiller municipal | Jeremy Searle (Sortant) Indépendant                       | 1 012  | 12,02 |
| Loyola              | Conseiller municipal | Gianpaolo Trani Indépendant                               | 645    | 7,66  |
| Loyola              | Conseiller municipal | Keeton Clarke Coalition Montréal                          | 310    | 3,68  |
| Loyola              | Conseiller municipal | Angeluz Valery Santillan Aguirre Indépendante             | 186    | 2,21  |
| Loyola              | Conseiller municipal |                                                           |        |       |
| Loyola              | Conseiller municipal | Votes valides                                             | 8 418  | 97,76 |
| Loyola              | Conseiller municipal | Votes invalides                                           | 193    | 2,24  |
| Loyola              | Conseiller municipal | Total                                                     | 8 611  | 100   |
| Loyola              | Conseiller municipal | Abstentions                                               | 13 139 | 60,41 |
| Loyola              | Conseiller municipal | Inscrits/Participation                                    | 21 750 | 39,59 |
|                     |                      |                                                           |        |       |
| Notre-Dame-de-Grâce | Conseiller municipal | Peter McQueen (Sortant) Projet Montréal                   | 6 529  | 65,95 |
| Notre-Dame-de-Grâce | Conseiller municipal | Élaine Ethier Équipe Denis Coderre pour Montréal          | 3 015  | 30,45 |
| Notre-Dame-de-Grâce | Conseiller municipal | Caroline Orchard Coalition Montréal                       | 356    | 3,60  |
| Notre-Dame-de-Grâce | Conseiller municipal |                                                           |        |       |
| Notre-Dame-de-Grâce | Conseiller municipal | Votes valides                                             | 9 900  | 98,64 |
| Notre-Dame-de-Grâce | Conseiller municipal | Votes invalides                                           | 136    | 1,36  |
| Notre-Dame-de-Grâce | Conseiller municipal | Total                                                     | 10 036 | 100   |
| Notre-Dame-de-Grâce | Conseiller municipal | Abstentions                                               | 11 951 | 54,35 |
| Notre-Dame-de-Grâce | Conseiller municipal | Inscrits/Participation                                    | 21 987 | 45,65 |
|                     |                      |                                                           |        |       |
| Snowdon             | Conseiller municipal | Marvin Rotrand (Sortant) Coalition Montréal               | 2 816  | 42,01 |
| Snowdon             | Conseiller municipal | Irina Maria Grecu Projet Montréal                         | 2 240  | 33,42 |
| Snowdon             | Conseiller municipal | Salvador Cabugao Équipe Denis Coderre pour Montréal       | 1 647  | 24,57 |
| Snowdon             | Conseiller municipal |                                                           |        |       |
| Snowdon             | Conseiller municipal | Votes valides                                             | 6 703  | 97,20 |
| Snowdon             | Conseiller municipal | Votes invalides                                           | 193    | 2,80  |
| Snowdon             | Conseiller municipal | Total                                                     | 6 896  | 100   |
| Snowdon             | Conseiller municipal | Abstentions                                               | 13 053 | 65,43 |
| Snowdon             | Conseiller municipal | Inscrits/Participation                                    | 19 949 | 34,57 |

| Parti                    | Parti                              | Candidats                | Voix   | %     | Sièges | +/-           |  |
| ------------------------ | ---------------------------------- | ------------------------ | ------ | ----- | ------ | ------------- |  |
|                          | Projet Montréal                    | 6                        | 35 706 | 47,55 | 4      | 2             |  |
|                          | Équipe Denis Coderre pour Montréal | 6                        | 28 642 | 38,14 | 1      | en stagnation |  |
|                          | Coalition Montréal                 | 6                        | 8 748  | 11,65 | 1      | 1             |  |
|                          | Vrai changement pour Montréal      | 1                        | 156    | 0,21  | 0      | en stagnation |  |
|                          | Indépendants                       | 3                        | 1 843  | 2,45  | 0      | 1             |  |
| Total des votes          | Total des votes                    | Total des votes          | 75 095 | 100   |        |               |  |
|                          |                                    |                          |        |       |        |               |  |
| Suffrages exprimés       | Suffrages exprimés                 | Suffrages exprimés       | 37 606 | 97,49 |        |               |  |
| Votes invalides          | Votes invalides                    | Votes invalides          | 970    | 2,51  |        |               |  |
| Total                    | Total                              | Total                    | 38 576 | 100   | 6      | en stagnation |  |
| Abstention               | Abstention                         | Abstention               | 60 518 | 61,07 |        |               |  |
| Inscrits / participation | Inscrits / participation           | Inscrits / participation | 99 094 | 38,93 |        |               |  |

#### Lachine
| Lachine | Candidat à la mairie                                | Votes  | %     |
| Lachine | Maja Vodanovic Projet Montréal                      | 5 935  | 39,57 |
| Lachine | Claude Dauphin (Sortant) Équipe Dauphin Lachine     | 3 649  | 24,33 |
| Lachine | Bernard Blanchet Vrai changement pour Montréal      | 3 216  | 21,44 |
| Lachine | Catherine Ménard Équipe Denis Coderre pour Montréal | 2 199  | 14,66 |
| Lachine |                                                     |        |       |
| Lachine | Votes valides                                       | 14 999 | 97,80 |
| Lachine | Votes invalides                                     | 338    | 2,20  |
| Lachine | Total                                               | 15 337 | 100   |
| Lachine | Abstentions                                         | 17 014 | 52,59 |
| Lachine | Inscrits/Participation                              | 32 351 | 47,41 |

| District         | Poste                                      | Candidat                                                            | Votes  | %     |
| Lachine          | Conseiller municipal                       | Micheline Rouleau Projet Montréal                                   | 6 096  | 41,26 |
| Lachine          | Conseiller municipal                       | Jean-François Cloutier (Sortant) Équipe Denis Coderre pour Montréal | 3 029  | 20,50 |
| Lachine          | Conseiller municipal                       | Julie Ramsay Équipe Dauphin Lachine                                 | 2 940  | 19,90 |
| Lachine          | Conseiller municipal                       | Elizabeth Verge Vrai changement pour Montréal                       | 2 710  | 18,34 |
| Lachine          | Conseiller municipal                       |                                                                     |        |       |
| Lachine          | Conseiller municipal                       | Votes valides                                                       | 14 775 | 96,80 |
| Lachine          | Conseiller municipal                       | Votes invalides                                                     | 489    | 3,20  |
| Lachine          | Conseiller municipal                       | Total                                                               | 15 264 | 100   |
| Lachine          | Conseiller municipal                       | Abstentions                                                         | 17 087 | 52,82 |
| Lachine          | Conseiller municipal                       | Inscrits/Participation                                              | 32 351 | 47,18 |
|                  |                                            |                                                                     |        |       |
| Du Canal         | Conseiller ou conseillère d'arrondissement | Julie-Pascale Provost Projet Montréal                               | 1 878  | 39,73 |
| Du Canal         | Conseiller ou conseillère d'arrondissement | Marc Hétu Vrai changement pour Montréal                             | 1 345  | 28,45 |
| Du Canal         | Conseiller ou conseillère d'arrondissement | Johanne Haines Équipe Dauphin Lachine                               | 828    | 17,52 |
| Du Canal         | Conseiller ou conseillère d'arrondissement | Anne-Marie Lelièvre Équipe Denis Coderre pour Montréal              | 676    | 14,30 |
| Du Canal         | Conseiller ou conseillère d'arrondissement |                                                                     |        |       |
| Du Canal         | Conseiller ou conseillère d'arrondissement | Votes valides                                                       | 4 727  | 95,61 |
| Du Canal         | Conseiller ou conseillère d'arrondissement | Votes invalides                                                     | 217    | 4,39  |
| Du Canal         | Conseiller ou conseillère d'arrondissement | Total                                                               | 4 944  | 100   |
| Du Canal         | Conseiller ou conseillère d'arrondissement | Abstentions                                                         | 6 615  | 57,23 |
| Du Canal         | Conseiller ou conseillère d'arrondissement | Inscrits/Participation                                              | 11 559 | 42,77 |
|                  |                                            |                                                                     |        |       |
| Fort-Rolland     | Conseiller ou conseillère d'arrondissement | Michèle Flannery Projet Montréal                                    | 2 642  | 44,00 |
| Fort-Rolland     | Conseiller ou conseillère d'arrondissement | Dominic Rossi Équipe Dauphin Lachine                                | 1 665  | 27,73 |
| Fort-Rolland     | Conseiller ou conseillère d'arrondissement | Kymberley Simonyik (Sortante) Équipe Denis Coderre pour Montréal    | 1 034  | 17,22 |
| Fort-Rolland     | Conseiller ou conseillère d'arrondissement | Stéphanie Poitras Vrai changement pour Montréal                     | 663    | 11,04 |
| Fort-Rolland     | Conseiller ou conseillère d'arrondissement |                                                                     |        |       |
| Fort-Rolland     | Conseiller ou conseillère d'arrondissement | Votes valides                                                       | 6 004  | 98,15 |
| Fort-Rolland     | Conseiller ou conseillère d'arrondissement | Votes invalides                                                     | 113    | 1,85  |
| Fort-Rolland     | Conseiller ou conseillère d'arrondissement | Total                                                               | 6 117  | 100   |
| Fort-Rolland     | Conseiller ou conseillère d'arrondissement | Abstentions                                                         | 4 245  | 40,97 |
| Fort-Rolland     | Conseiller ou conseillère d'arrondissement | Inscrits/Participation                                              | 10 362 | 59,03 |
|                  |                                            |                                                                     |        |       |
| J.-Émery-Provost | Conseiller d'arrondissement                | Younes Boukala Projet Montréal                                      | 1 577  | 38,49 |
| J.-Émery-Provost | Conseiller d'arrondissement                | Christian Lejeune Vrai changement pour Montréal                     | 1 035  | 25,26 |
| J.-Émery-Provost | Conseiller d'arrondissement                | Daniel Racicot (Sortant) Équipe Dauphin Lachine                     | 829    | 20,23 |
| J.-Émery-Provost | Conseiller d'arrondissement                | Mehdi Lama Équipe Denis Coderre pour Montréal                       | 656    | 16,01 |
| J.-Émery-Provost | Conseiller d'arrondissement                |                                                                     |        |       |
| J.-Émery-Provost | Conseiller d'arrondissement                | Votes valides                                                       | 4 097  | 97,36 |
| J.-Émery-Provost | Conseiller d'arrondissement                | Votes invalides                                                     | 111    | 2,64  |
| J.-Émery-Provost | Conseiller d'arrondissement                | Total                                                               | 4 208  | 100   |
| J.-Émery-Provost | Conseiller d'arrondissement                | Abstentions                                                         | 6 222  | 59,65 |
| J.-Émery-Provost | Conseiller d'arrondissement                | Inscrits/Participation                                              | 10 430 | 40,35 |

| Parti                    | Parti                              | Candidats                | Voix   | %     | Sièges | +/-           |  |
| ------------------------ | ---------------------------------- | ------------------------ | ------ | ----- | ------ | ------------- |  |
|                          | Projet Montréal                    | 5                        | 18 128 | 40,64 | 5      | 5             |  |
|                          | Équipe Dauphin Lachine             | 5                        | 9 911  | 22,22 | 0      | 5             |  |
|                          | Vrai changement pour Montréal      | 5                        | 8 969  | 20,11 | 0      | en stagnation |  |
|                          | Équipe Denis Coderre pour Montréal | 5                        | 7 594  | 17,03 | 0      | en stagnation |  |
| Total des votes          | Total des votes                    | Total des votes          | 44 602 | 100   |        |               |  |
|                          |                                    |                          |        |       |        |               |  |
| Suffrages exprimés       | Suffrages exprimés                 | Suffrages exprimés       | 14 999 | 97,80 |        |               |  |
| Votes invalides          | Votes invalides                    | Votes invalides          | 338    | 2,20  |        |               |  |
| Total                    | Total                              | Total                    | 15 337 | 100   | 5      | en stagnation |  |
| Abstention               | Abstention                         | Abstention               | 17 014 | 52,59 |        |               |  |
| Inscrits / participation | Inscrits / participation           | Inscrits / participation | 32 351 | 47,41 |        |               |  |

#### LaSalle
| LaSalle | Candidates à la mairie                            | Votes  | %     |
| LaSalle | Manon Barbe (Sortante) Équipe Barbe               | 11 129 | 55,15 |
| LaSalle | Kathy Landry Projet Montréal                      | 4 840  | 23,98 |
| LaSalle | Monique Vallée Équipe Denis Coderre pour Montréal | 4 212  | 20,87 |
| LaSalle |                                                   |        |       |
| LaSalle | Votes valides                                     | 20 181 | 96,59 |
| LaSalle | Votes invalides                                   | 712    | 3,41  |
| LaSalle | Total                                             | 20 893 | 100   |
| LaSalle | Abstentions                                       | 32 640 | 60,97 |
| LaSalle | Inscrits/Participation                            | 53 533 | 39,03 |

| District          | Poste                                         | Candidat                                                   | Votes  | %     |
| Cecil-P.-Newman   | Conseiller municipal                          | Lise Zarac Équipe Barbe                                    | 3 360  | 36,92 |
| Cecil-P.-Newman   | Conseiller municipal                          | Pino Asaro Équipe Denis Coderre pour Montréal              | 2 900  | 31,86 |
| Cecil-P.-Newman   | Conseiller municipal                          | Yasmina El Babarti Jimenez Projet Montréal                 | 2 373  | 26,07 |
| Cecil-P.-Newman   | Conseiller municipal                          | Carolina Caruso Indépendante                               | 468    | 5,14  |
| Cecil-P.-Newman   | Conseiller municipal                          |                                                            |        |       |
| Cecil-P.-Newman   | Conseiller municipal                          | Votes valides                                              | 9 101  | 95,09 |
| Cecil-P.-Newman   | Conseiller municipal                          | Votes invalides                                            | 470    | 4,91  |
| Cecil-P.-Newman   | Conseiller municipal                          | Total                                                      | 9 571  | 100   |
| Cecil-P.-Newman   | Conseiller municipal                          | Abstentions                                                | 17 111 | 64,13 |
| Cecil-P.-Newman   | Conseiller municipal                          | Inscrits/Participation                                     | 26 682 | 35,87 |
| Cecil-P.-Newman   |                                               |                                                            |        |       |
| Cecil-P.-Newman   | Conseiller ou conseillère d'arrondissement #1 | Serge Declos (Sortant) Équipe Barbe                        | 4 048  | 44,50 |
| Cecil-P.-Newman   | Conseiller ou conseillère d'arrondissement #1 | Anila Erindi Projet Montréal                               | 2 566  | 28,21 |
| Cecil-P.-Newman   | Conseiller ou conseillère d'arrondissement #1 | Devinderpal Singh Équipe Denis Coderre pour Montréal       | 2 482  | 27,29 |
| Cecil-P.-Newman   | Conseiller ou conseillère d'arrondissement #1 |                                                            |        |       |
| Cecil-P.-Newman   | Conseiller ou conseillère d'arrondissement #1 | Votes valides                                              | 9 096  | 94,94 |
| Cecil-P.-Newman   | Conseiller ou conseillère d'arrondissement #1 | Votes invalides                                            | 485    | 5,06  |
| Cecil-P.-Newman   | Conseiller ou conseillère d'arrondissement #1 | Total                                                      | 9 581  | 100   |
| Cecil-P.-Newman   | Conseiller ou conseillère d'arrondissement #1 | Abstentions                                                | 17 101 | 64,09 |
| Cecil-P.-Newman   | Conseiller ou conseillère d'arrondissement #1 | Inscrits/Participation                                     | 26 682 | 35,91 |
| Cecil-P.-Newman   |                                               |                                                            |        |       |
| Cecil-P.-Newman   | Conseiller ou conseillère d'arrondissement #2 | Josée Troilo (Sortante) Équipe Barbe                       | 3 893  | 42,85 |
| Cecil-P.-Newman   | Conseiller ou conseillère d'arrondissement #2 | Steven Laperrière Équipe Denis Coderre pour Montréal       | 2 486  | 27,36 |
| Cecil-P.-Newman   | Conseiller ou conseillère d'arrondissement #2 | Romarick Okou Projet Montréal                              | 2 243  | 24,69 |
| Cecil-P.-Newman   | Conseiller ou conseillère d'arrondissement #2 | Mody Maka Barry Indépendant                                | 463    | 5,10  |
| Cecil-P.-Newman   | Conseiller ou conseillère d'arrondissement #2 |                                                            |        |       |
| Cecil-P.-Newman   | Conseiller ou conseillère d'arrondissement #2 | Votes valides                                              | 9 085  | 94,68 |
| Cecil-P.-Newman   | Conseiller ou conseillère d'arrondissement #2 | Votes invalides                                            | 510    | 5,32  |
| Cecil-P.-Newman   | Conseiller ou conseillère d'arrondissement #2 | Total                                                      | 9 595  | 100   |
| Cecil-P.-Newman   | Conseiller ou conseillère d'arrondissement #2 | Abstentions                                                | 17 087 | 64,04 |
| Cecil-P.-Newman   | Conseiller ou conseillère d'arrondissement #2 | Inscrits/Participation                                     | 26 682 | 35,96 |
|                   |                                               |                                                            |        |       |
| Sault-Saint-Louis | Conseiller municipal                          | Richard Deschamps (Sortant) Équipe Barbe                   | 5 636  | 51,83 |
| Sault-Saint-Louis | Conseiller municipal                          | Loren Dafniotis Projet Montréal                            | 2 999  | 27,58 |
| Sault-Saint-Louis | Conseiller municipal                          | Ben Lumière Moussienza Équipe Denis Coderre pour Montréal  | 2 240  | 20,60 |
| Sault-Saint-Louis | Conseiller municipal                          |                                                            |        |       |
| Sault-Saint-Louis | Conseiller municipal                          | Votes valides                                              | 10 875 | 96,27 |
| Sault-Saint-Louis | Conseiller municipal                          | Votes invalides                                            | 421    | 3,73  |
| Sault-Saint-Louis | Conseiller municipal                          | Total                                                      | 11 296 | 100   |
| Sault-Saint-Louis | Conseiller municipal                          | Abstentions                                                | 15 555 | 57,93 |
| Sault-Saint-Louis | Conseiller municipal                          | Inscrits/Participation                                     | 26 851 | 42,07 |
| Sault-Saint-Louis |                                               |                                                            |        |       |
| Sault-Saint-Louis | Conseiller ou conseillère d'arrondissement #1 | Laura Palestini Équipe Barbe                               | 5 000  | 46,06 |
| Sault-Saint-Louis | Conseiller ou conseillère d'arrondissement #1 | Alex Lauzon Projet Montréal                                | 3 243  | 29,87 |
| Sault-Saint-Louis | Conseiller ou conseillère d'arrondissement #1 | Josée Aumont-Blanchette Équipe Denis Coderre pour Montréal | 2 613  | 24,07 |
| Sault-Saint-Louis | Conseiller ou conseillère d'arrondissement #1 |                                                            |        |       |
| Sault-Saint-Louis | Conseiller ou conseillère d'arrondissement #1 | Votes valides                                              | 10 856 | 96,22 |
| Sault-Saint-Louis | Conseiller ou conseillère d'arrondissement #1 | Votes invalides                                            | 427    | 3,78  |
| Sault-Saint-Louis | Conseiller ou conseillère d'arrondissement #1 | Total                                                      | 11 283 | 100   |
| Sault-Saint-Louis | Conseiller ou conseillère d'arrondissement #1 | Abstentions                                                | 15 568 | 57,98 |
| Sault-Saint-Louis | Conseiller ou conseillère d'arrondissement #1 | Inscrits/Participation                                     | 26 851 | 42,02 |
| Sault-Saint-Louis |                                               |                                                            |        |       |
| Sault-Saint-Louis | Conseillère d'arrondissement #2               | Nancy Blanchet Équipe Barbe                                | 5 588  | 51,44 |
| Sault-Saint-Louis | Conseillère d'arrondissement #2               | Roxanne Gendron Projet Montréal                            | 3 289  | 30,28 |
| Sault-Saint-Louis | Conseillère d'arrondissement #2               | Balkis Imam Équipe Denis Coderre pour Montréal             | 1 986  | 18,28 |
| Sault-Saint-Louis | Conseillère d'arrondissement #2               |                                                            |        |       |
| Sault-Saint-Louis | Conseillère d'arrondissement #2               | Votes valides                                              | 10 863 | 96,11 |
| Sault-Saint-Louis | Conseillère d'arrondissement #2               | Votes invalides                                            | 440    | 3,89  |
| Sault-Saint-Louis | Conseillère d'arrondissement #2               | Total                                                      | 11 303 | 100   |
| Sault-Saint-Louis | Conseillère d'arrondissement #2               | Abstentions                                                | 15 548 | 57,90 |
| Sault-Saint-Louis | Conseillère d'arrondissement #2               | Inscrits/Participation                                     | 26 851 | 42,10 |

| Parti                    | Parti                              | Candidats                | Voix   | %     | Sièges | +/-           |  |
| ------------------------ | ---------------------------------- | ------------------------ | ------ | ----- | ------ | ------------- |  |
|                          | Équipe Barbe                       | 7                        | 38 654 | 48,28 | 7      | 1             |  |
|                          | Projet Montréal                    | 7                        | 21 553 | 26,92 | 0      | en stagnation |  |
|                          | Équipe Denis Coderre pour Montréal | 7                        | 18 919 | 23,63 | 0      | 1             |  |
|                          | Indépendants                       | 2                        | 931    | 1,16  | 0      | -             |  |
| Total des votes          | Total des votes                    | Total des votes          | 80 057 | 100   |        |               |  |
|                          |                                    |                          |        |       |        |               |  |
| Suffrages exprimés       | Suffrages exprimés                 | Suffrages exprimés       | 20 181 | 96,59 |        |               |  |
| Votes invalides          | Votes invalides                    | Votes invalides          | 712    | 3,41  |        |               |  |
| Total                    | Total                              | Total                    | 20 893 | 100   | 7      | en stagnation |  |
| Abstention               | Abstention                         | Abstention               | 32 640 | 60,97 |        |               |  |
| Inscrits / participation | Inscrits / participation           | Inscrits / participation | 53 533 | 39,03 |        |               |  |

#### L'Île-Bizard–Sainte-Geneviève
| L'Île-Bizard–Sainte-Geneviève | Candidats à la mairie                         | Votes  | %     |
| L'Île-Bizard–Sainte-Geneviève | Normand Marinacci (Sortant) Projet Montréal   | 3 096  | 42,63 |
| L'Île-Bizard–Sainte-Geneviève | Eric Dugas Équipe Denis Coderre pour Montréal | 2 608  | 35,91 |
| L'Île-Bizard–Sainte-Geneviève | Stéphane Côté Vrai changement pour Montréal   | 1 558  | 21,45 |
| L'Île-Bizard–Sainte-Geneviève |                                               |        |       |
| L'Île-Bizard–Sainte-Geneviève | Votes valides                                 | 7 262  | 98,11 |
| L'Île-Bizard–Sainte-Geneviève | Votes invalides                               | 140    | 1,89  |
| L'Île-Bizard–Sainte-Geneviève | Total                                         | 7 402  | 100   |
| L'Île-Bizard–Sainte-Geneviève | Abstentions                                   | 6 488  | 46,71 |
| L'Île-Bizard–Sainte-Geneviève | Inscrits/Participation                        | 13 890 | 53,29 |

| District             | Poste                                      | Candidat                                            | Votes | %     |
| Denis-Benjamin-Viger | Conseiller d'arrondissement                | Christian Larocque (Sortant) Projet Montréal        | 990   | 46,46 |
| Denis-Benjamin-Viger | Conseiller d'arrondissement                | Alain Wilson Équipe Denis Coderre pour Montréal     | 777   | 36,46 |
| Denis-Benjamin-Viger | Conseiller d'arrondissement                | Stéphane Ritchot Vrai changement pour Montréal      | 364   | 17,08 |
| Denis-Benjamin-Viger | Conseiller d'arrondissement                |                                                     |       |       |
| Denis-Benjamin-Viger | Conseiller d'arrondissement                | Votes valides                                       | 2 131 | 98,75 |
| Denis-Benjamin-Viger | Conseiller d'arrondissement                | Votes invalides                                     | 27    | 1,25  |
| Denis-Benjamin-Viger | Conseiller d'arrondissement                | Total                                               | 2 158 | 100   |
| Denis-Benjamin-Viger | Conseiller d'arrondissement                | Abstentions                                         | 1 618 | 42,85 |
| Denis-Benjamin-Viger | Conseiller d'arrondissement                | Inscrits/Participation                              | 3 776 | 57,15 |
|                      |                                            |                                                     |       |       |
| Jacques-Bizard       | Conseiller ou conseillère d'arrondissement | Robert Samoszewski Projet Montréal                  | 770   | 42,56 |
| Jacques-Bizard       | Conseiller ou conseillère d'arrondissement | Richard Bélanger Équipe Denis Coderre pour Montréal | 707   | 39,08 |
| Jacques-Bizard       | Conseiller ou conseillère d'arrondissement | Marie-Ève Dubé Vrai changement pour Montréal        | 332   | 18,35 |
| Jacques-Bizard       | Conseiller ou conseillère d'arrondissement |                                                     |       |       |
| Jacques-Bizard       | Conseiller ou conseillère d'arrondissement | Votes valides                                       | 1 809 | 97,21 |
| Jacques-Bizard       | Conseiller ou conseillère d'arrondissement | Votes invalides                                     | 52    | 2,79  |
| Jacques-Bizard       | Conseiller ou conseillère d'arrondissement | Total                                               | 1 861 | 100   |
| Jacques-Bizard       | Conseiller ou conseillère d'arrondissement | Abstentions                                         | 1 482 | 44,33 |
| Jacques-Bizard       | Conseiller ou conseillère d'arrondissement | Inscrits/Participation                              | 3 343 | 55,67 |
|                      |                                            |                                                     |       |       |
| Pierre-Foretier      | Conseiller ou conseillère d'arrondissement | Yves Sarault Projet Montréal                        | 857   | 38,34 |
| Pierre-Foretier      | Conseiller ou conseillère d'arrondissement | Diane Gibb Équipe Denis Coderre pour Montréal       | 749   | 33,51 |
| Pierre-Foretier      | Conseiller ou conseillère d'arrondissement | Frédérick Pageau Vrai changement pour Montréal      | 462   | 20,67 |
| Pierre-Foretier      | Conseiller ou conseillère d'arrondissement | Ghassan Baroudi Indépendant                         | 167   | 7,47  |
| Pierre-Foretier      | Conseiller ou conseillère d'arrondissement |                                                     |       |       |
| Pierre-Foretier      | Conseiller ou conseillère d'arrondissement | Votes valides                                       | 2 235 | 98,16 |
| Pierre-Foretier      | Conseiller ou conseillère d'arrondissement | Votes invalides                                     | 42    | 1,84  |
| Pierre-Foretier      | Conseiller ou conseillère d'arrondissement | Total                                               | 2 277 | 100   |
| Pierre-Foretier      | Conseiller ou conseillère d'arrondissement | Abstentions                                         | 1 885 | 45,29 |
| Pierre-Foretier      | Conseiller ou conseillère d'arrondissement | Inscrits/Participation                              | 4 162 | 54,71 |
|                      |                                            |                                                     |       |       |
| Sainte-Geneviève     | Conseillère d'arrondissement               | Suzanne Marceau Équipe Denis Coderre pour Montréal  | 479   | 44,98 |
| Sainte-Geneviève     | Conseillère d'arrondissement               | Geneviève Labrosse Projet Montréal                  | 439   | 41,22 |
| Sainte-Geneviève     | Conseillère d'arrondissement               | Sherry Shaban Vrai changement pour Montréal         | 147   | 13,80 |
| Sainte-Geneviève     | Conseillère d'arrondissement               |                                                     |       |       |
| Sainte-Geneviève     | Conseillère d'arrondissement               | Votes valides                                       | 1 065 | 96,38 |
| Sainte-Geneviève     | Conseillère d'arrondissement               | Votes invalides                                     | 40    | 3,62  |
| Sainte-Geneviève     | Conseillère d'arrondissement               | Total                                               | 1 105 | 100   |
| Sainte-Geneviève     | Conseillère d'arrondissement               | Abstentions                                         | 1 504 | 57,65 |
| Sainte-Geneviève     | Conseillère d'arrondissement               | Inscrits/Participation                              | 2 609 | 42,35 |

| Parti                    | Parti                              | Candidats                | Voix   | %     | Sièges | +/-           |  |
| ------------------------ | ---------------------------------- | ------------------------ | ------ | ----- | ------ | ------------- |  |
|                          | Projet Montréal                    | 5                        | 6 152  | 42,42 | 4      | 4             |  |
|                          | Équipe Denis Coderre pour Montréal | 5                        | 5 320  | 36,68 | 1      | 1             |  |
|                          | Vrai changement pour Montréal      | 5                        | 2 863  | 19,74 | 0      | 4             |  |
|                          | Indépendants                       | 1                        | 167    | 1,15  | 0      |               |  |
| Total des votes          | Total des votes                    | Total des votes          | 14 502 | 100   |        |               |  |
|                          |                                    |                          |        |       |        |               |  |
| Suffrages exprimés       | Suffrages exprimés                 | Suffrages exprimés       | 7 262  | 98,11 |        |               |  |
| Votes invalides          | Votes invalides                    | Votes invalides          | 140    | 1,89  |        |               |  |
| Total                    | Total                              | Total                    | 7 402  | 100   | 5      | en stagnation |  |
| Abstention               | Abstention                         | Abstention               | 6 488  | 46,71 |        |               |  |
| Inscrits / participation | Inscrits / participation           | Inscrits / participation | 13 890 | 53,29 |        |               |  |

#### Mercier–Hochelaga-Maisonneuve
| Mercier–Hochelaga-Maisonneuve | Candidats à la mairie                                    | Votes  | %     |
| Mercier–Hochelaga-Maisonneuve | Pierre Lessard-Blais Projet Montréal                     | 23 779 | 55,04 |
| Mercier–Hochelaga-Maisonneuve | Réal Ménard (Sortant) Équipe Denis Coderre pour Montréal | 19 427 | 44,96 |
| Mercier–Hochelaga-Maisonneuve |                                                          |        |       |
| Mercier–Hochelaga-Maisonneuve | Votes valides                                            | 43 206 | 97,44 |
| Mercier–Hochelaga-Maisonneuve | Votes invalides                                          | 1 136  | 2,56  |
| Mercier–Hochelaga-Maisonneuve | Total                                                    | 44 342 | 100   |
| Mercier–Hochelaga-Maisonneuve | Abstentions                                              | 54 606 | 55,19 |
| Mercier–Hochelaga-Maisonneuve | Inscrits/Participation                                   | 98 948 | 44,81 |

| District                   | Poste                | Candidat                                                        | Votes  | %     |
| Hochelaga                  | Conseiller municipal | Éric Alan Caldwell (Sortant) Projet Montréal                    | 7 326  | 71,49 |
| Hochelaga                  | Conseiller municipal | Jean-François Beaupré Équipe Denis Coderre pour Montréal        | 2 922  | 28,51 |
| Hochelaga                  | Conseiller municipal |                                                                 |        |       |
| Hochelaga                  | Conseiller municipal | Votes valides                                                   | 10 248 | 97,47 |
| Hochelaga                  | Conseiller municipal | Votes invalides                                                 | 266    | 2,53  |
| Hochelaga                  | Conseiller municipal | Total                                                           | 10 514 | 100   |
| Hochelaga                  | Conseiller municipal | Abstentions                                                     | 13 905 | 56,94 |
| Hochelaga                  | Conseiller municipal | Inscrits/Participation                                          | 24 419 | 43,06 |
|                            |                      |                                                                 |        |       |
| Louis-Riel                 | Conseiller municipal | Karine Boivin Roy (Sortante) Équipe Denis Coderre pour Montréal | 5 180  | 52,76 |
| Louis-Riel                 | Conseiller municipal | Isi Meza Projet Montréal                                        | 4 386  | 44,67 |
| Louis-Riel                 | Conseiller municipal | Joao Neves Coalition Montréal                                   | 252    | 2,57  |
| Louis-Riel                 | Conseiller municipal |                                                                 |        |       |
| Louis-Riel                 | Conseiller municipal | Votes valides                                                   | 9 818  | 97,08 |
| Louis-Riel                 | Conseiller municipal | Votes invalides                                                 | 295    | 2,92  |
| Louis-Riel                 | Conseiller municipal | Total                                                           | 10 113 | 100   |
| Louis-Riel                 | Conseiller municipal | Abstentions                                                     | 12 149 | 54,57 |
| Louis-Riel                 | Conseiller municipal | Inscrits/Participation                                          | 22 262 | 45,43 |
|                            |                      |                                                                 |        |       |
| Maisonneuve– Longue-Pointe | Conseiller municipal | Laurence Lavigne Lalonde (Sortante) Projet Montréal             | 7 077  | 63,85 |
| Maisonneuve– Longue-Pointe | Conseiller municipal | Simon-Robert Chartrand Équipe Denis Coderre pour Montréal       | 4 006  | 36,15 |
| Maisonneuve– Longue-Pointe | Conseiller municipal |                                                                 |        |       |
| Maisonneuve– Longue-Pointe | Conseiller municipal | Votes valides                                                   | 11 083 | 97,16 |
| Maisonneuve– Longue-Pointe | Conseiller municipal | Votes invalides                                                 | 324    | 2,84  |
| Maisonneuve– Longue-Pointe | Conseiller municipal | Total                                                           | 11 407 | 100   |
| Maisonneuve– Longue-Pointe | Conseiller municipal | Abstentions                                                     | 14 240 | 55,52 |
| Maisonneuve– Longue-Pointe | Conseiller municipal | Inscrits/Participation                                          | 25 647 | 44,48 |
|                            |                      |                                                                 |        |       |
| Tétreaultville             | Conseiller municipal | Suzie Miron Projet Montréal                                     | 6 937  | 58,19 |
| Tétreaultville             | Conseiller municipal | Richard Celzi (Sortant) Équipe Denis Coderre pour Montréal      | 4 984  | 41,81 |
| Tétreaultville             | Conseiller municipal |                                                                 |        |       |
| Tétreaultville             | Conseiller municipal | Votes valides                                                   | 11 921 | 96,97 |
| Tétreaultville             | Conseiller municipal | Votes invalides                                                 | 373    | 3,03  |
| Tétreaultville             | Conseiller municipal | Total                                                           | 12 294 | 100   |
| Tétreaultville             | Conseiller municipal | Abstentions                                                     | 14 326 | 53,82 |
| Tétreaultville             | Conseiller municipal | Inscrits/Participation                                          | 26 620 | 46,18 |

| Parti                    | Parti                              | Candidats                | Voix   | %     | Sièges | +/-           |  |
| ------------------------ | ---------------------------------- | ------------------------ | ------ | ----- | ------ | ------------- |  |
|                          | Projet Montréal                    | 5                        | 49 505 | 57,38 | 4      | 2             |  |
|                          | Équipe Denis Coderre pour Montréal | 5                        | 36 519 | 42,33 | 1      | 1             |  |
|                          | Coalition Montréal                 | 1                        | 252    | 0,29  | 0      | 1             |  |
| Total des votes          | Total des votes                    | Total des votes          | 86 276 | 100   |        |               |  |
|                          |                                    |                          |        |       |        |               |  |
| Suffrages exprimés       | Suffrages exprimés                 | Suffrages exprimés       | 43 206 | 97,44 |        |               |  |
| Votes invalides          | Votes invalides                    | Votes invalides          | 1 136  | 2,56  |        |               |  |
| Total                    | Total                              | Total                    | 44 342 | 100   | 5      | en stagnation |  |
| Abstention               | Abstention                         | Abstention               | 54 606 | 55,19 |        |               |  |
| Inscrits / participation | Inscrits / participation           | Inscrits / participation | 98 948 | 44,81 |        |               |  |

#### Montréal-Nord
| Montréal-Nord | Candidats à la mairie                                         | Votes  | %     |
| Montréal-Nord | Christine Black (Sortante) Équipe Denis Coderre pour Montréal | 11 864 | 66,28 |
| Montréal-Nord | Balarama Holness Projet Montréal                              | 6 036  | 33,72 |
| Montréal-Nord |                                                               |        |       |
| Montréal-Nord | Votes valides                                                 | 17 900 | 94,24 |
| Montréal-Nord | Votes invalides                                               | 1 095  | 5,76  |
| Montréal-Nord | Total                                                         | 18 995 | 100   |
| Montréal-Nord | Abstentions                                                   | 34 667 | 64,60 |
| Montréal-Nord | Inscrits/Participation                                        | 53 662 | 35,40 |

| District       | Poste                                      | Candidat                                                 | Votes  | %     |
| Marie-Clarac   | Conseiller municipal                       | Abdelhaq Sari Équipe Denis Coderre pour Montréal         | 4 881  | 50,80 |
| Marie-Clarac   | Conseiller municipal                       | Mathieu Léonard Projet Montréal                          | 4 015  | 41,79 |
| Marie-Clarac   | Conseiller municipal                       | Marie-Carmel Michel Indépendante                         | 712    | 7,41  |
| Marie-Clarac   | Conseiller municipal                       |                                                          |        |       |
| Marie-Clarac   | Conseiller municipal                       | Votes valides                                            | 9 608  | 93,75 |
| Marie-Clarac   | Conseiller municipal                       | Votes invalides                                          | 641    | 6,25  |
| Marie-Clarac   | Conseiller municipal                       | Total                                                    | 10 249 | 100   |
| Marie-Clarac   | Conseiller municipal                       | Abstentions                                              | 18 065 | 63,80 |
| Marie-Clarac   | Conseiller municipal                       | Inscrits/Participation                                   | 28 314 | 36,20 |
| Marie-Clarac   |                                            |                                                          |        |       |
| Marie-Clarac   | Conseiller ou conseillère d'arrondissement | Jean Marc Poirier Équipe Denis Coderre pour Montréal     | 5 180  | 53,74 |
| Marie-Clarac   | Conseiller ou conseillère d'arrondissement | Anastasia Marcelin Projet Montréal                       | 3 551  | 36,84 |
| Marie-Clarac   | Conseiller ou conseillère d'arrondissement | Elaine Bissonnette Indépendante                          | 571    | 5,92  |
| Marie-Clarac   | Conseiller ou conseillère d'arrondissement | Henri-Paul Bernier Indépendant                           | 337    | 3,50  |
| Marie-Clarac   | Conseiller ou conseillère d'arrondissement |                                                          |        |       |
| Marie-Clarac   | Conseiller ou conseillère d'arrondissement | Votes valides                                            | 9 639  | 93,70 |
| Marie-Clarac   | Conseiller ou conseillère d'arrondissement | Votes invalides                                          | 648    | 6,30  |
| Marie-Clarac   | Conseiller ou conseillère d'arrondissement | Total                                                    | 10 287 | 100   |
| Marie-Clarac   | Conseiller ou conseillère d'arrondissement | Abstentions                                              | 18 027 | 63,67 |
| Marie-Clarac   | Conseiller ou conseillère d'arrondissement | Inscrits/Participation                                   | 28 314 | 36,33 |
|                |                                            |                                                          |        |       |
| Ovide-Clermont | Conseiller municipal                       | Chantal Rossi Équipe Denis Coderre pour Montréal         | 5 409  | 65,47 |
| Ovide-Clermont | Conseiller municipal                       | Sacha-Wilky Merazil Projet Montréal                      | 2 853  | 34,53 |
| Ovide-Clermont | Conseiller municipal                       |                                                          |        |       |
| Ovide-Clermont | Conseiller municipal                       | Votes valides                                            | 8 262  | 94,91 |
| Ovide-Clermont | Conseiller municipal                       | Votes invalides                                          | 443    | 5,09  |
| Ovide-Clermont | Conseiller municipal                       | Total                                                    | 8 705  | 100   |
| Ovide-Clermont | Conseiller municipal                       | Abstentions                                              | 16 634 | 65,66 |
| Ovide-Clermont | Conseiller municipal                       | Inscrits/Participation                                   | 25 348 | 34,34 |
| Ovide-Clermont |                                            |                                                          |        |       |
| Ovide-Clermont | Conseillère d'arrondissement               | Renée-Chantal Belinga Équipe Denis Coderre pour Montréal | 4 985  | 61,95 |
| Ovide-Clermont | Conseillère d'arrondissement               | Stéphanie Casimir Projet Montréal                        | 3 062  | 38,05 |
| Ovide-Clermont | Conseillère d'arrondissement               |                                                          |        |       |
| Ovide-Clermont | Conseillère d'arrondissement               | Votes valides                                            | 8 047  | 92,57 |
| Ovide-Clermont | Conseillère d'arrondissement               | Votes invalides                                          | 646    | 7,43  |
| Ovide-Clermont | Conseillère d'arrondissement               | Total                                                    | 8 693  | 100   |
| Ovide-Clermont | Conseillère d'arrondissement               | Abstentions                                              | 16 655 | 65,71 |
| Ovide-Clermont | Conseillère d'arrondissement               | Inscrits/Participation                                   | 25 348 | 34,29 |

| Parti                    | Parti                              | Candidats                | Voix   | %     | Sièges | +/-           |  |
| ------------------------ | ---------------------------------- | ------------------------ | ------ | ----- | ------ | ------------- |  |
|                          | Équipe Denis Coderre pour Montréal | 5                        | 32 319 | 60,46 | 5      | en stagnation |  |
|                          | Projet Montréal                    | 5                        | 19 517 | 36,51 | 0      | en stagnation |  |
|                          | Indépendants                       | 3                        | 1 620  | 3,03  | 0      | -             |  |
| Total des votes          | Total des votes                    | Total des votes          | 53 456 | 100   |        |               |  |
|                          |                                    |                          |        |       |        |               |  |
| Suffrages exprimés       | Suffrages exprimés                 | Suffrages exprimés       | 17 900 | 94,24 |        |               |  |
| Votes invalides          | Votes invalides                    | Votes invalides          | 1 095  | 5,76  |        |               |  |
| Total                    | Total                              | Total                    | 18 995 | 100   | 5      | en stagnation |  |
| Abstention               | Abstention                         | Abstention               | 34 667 | 64,60 |        |               |  |
| Inscrits / participation | Inscrits / participation           | Inscrits / participation | 53 662 | 35,40 |        |               |  |

#### Outremont
| Outremont | Candidats à la mairie                           | Votes  | %     |
| Outremont | Philipe Tomlinson Projet Montréal               | 4 197  | 47,50 |
| Outremont | Marie Potvin Équipe Denis Coderre pour Montréal | 2 800  | 31,69 |
| Outremont | Alexandre Lussier Indépendant                   | 1 770  | 20,03 |
| Outremont | Ronald Moroz Coalition Montréal                 | 68     | 0,77  |
| Outremont |                                                 |        |       |
| Outremont | Votes valides                                   | 8 835  | 98,62 |
| Outremont | Votes invalides                                 | 124    | 1,38  |
| Outremont | Total                                           | 8 959  | 100   |
| Outremont | Abstentions                                     | 6 412  | 41,71 |
| Outremont | Inscrits/Participation                          | 15 371 | 58,29 |

| District        | Poste                                      | Candidat                                                  | Votes | %     |
| Claude-Ryan     | Conseiller ou conseillère d'arrondissement | Mindy Pollak (Sortante) Projet Montréal                   | 1 186 | 55,34 |
| Claude-Ryan     | Conseiller ou conseillère d'arrondissement | Chantal Raymond Indépendante                              | 508   | 23,71 |
| Claude-Ryan     | Conseiller ou conseillère d'arrondissement | Jeremy Murray Équipe Denis Coderre pour Montréal          | 449   | 20,95 |
| Claude-Ryan     | Conseiller ou conseillère d'arrondissement |                                                           |       |       |
| Claude-Ryan     | Conseiller ou conseillère d'arrondissement | Votes valides                                             | 2 143 | 90,57 |
| Claude-Ryan     | Conseiller ou conseillère d'arrondissement | Votes invalides                                           | 223   | 9,43  |
| Claude-Ryan     | Conseiller ou conseillère d'arrondissement | Total                                                     | 2 366 | 100   |
| Claude-Ryan     | Conseiller ou conseillère d'arrondissement | Abstentions                                               | 1 599 | 40,33 |
| Claude-Ryan     | Conseiller ou conseillère d'arrondissement | Inscrits/Participation                                    | 3 965 | 59,67 |
|                 |                                            |                                                           |       |       |
| Jeanne-Sauvé    | Conseiller ou conseillère d'arrondissement | Fanny Magini Projet Montréal                              | 851   | 40,78 |
| Jeanne-Sauvé    | Conseiller ou conseillère d'arrondissement | Christine Gélinas-Elie Équipe Denis Coderre pour Montréal | 711   | 34,07 |
| Jeanne-Sauvé    | Conseiller ou conseillère d'arrondissement | Jacqueline Gremaud (Sortante) Indépendante                | 507   | 24,29 |
| Jeanne-Sauvé    | Conseiller ou conseillère d'arrondissement | Adrien Mitchell Coalition Montréal                        | 18    | 0,86  |
| Jeanne-Sauvé    | Conseiller ou conseillère d'arrondissement |                                                           |       |       |
| Jeanne-Sauvé    | Conseiller ou conseillère d'arrondissement | Votes valides                                             | 2 087 | 97,98 |
| Jeanne-Sauvé    | Conseiller ou conseillère d'arrondissement | Votes invalides                                           | 43    | 2,02  |
| Jeanne-Sauvé    | Conseiller ou conseillère d'arrondissement | Total                                                     | 2 130 | 100   |
| Jeanne-Sauvé    | Conseiller ou conseillère d'arrondissement | Abstentions                                               | 1 664 | 43,86 |
| Jeanne-Sauvé    | Conseiller ou conseillère d'arrondissement | Inscrits/Participation                                    | 3 794 | 56,14 |
|                 |                                            |                                                           |       |       |
| Joseph-Beaubien | Conseiller ou conseillère d'arrondissement | Valérie Patreau Projet Montréal                           | 1 219 | 46,51 |
| Joseph-Beaubien | Conseiller ou conseillère d'arrondissement | Céline Forget (Sortante) Indépendante                     | 1 012 | 38,61 |
| Joseph-Beaubien | Conseiller ou conseillère d'arrondissement | William Habib Équipe Denis Coderre pour Montréal          | 390   | 14,88 |
| Joseph-Beaubien | Conseiller ou conseillère d'arrondissement |                                                           |       |       |
| Joseph-Beaubien | Conseiller ou conseillère d'arrondissement | Votes valides                                             | 2 621 | 98,50 |
| Joseph-Beaubien | Conseiller ou conseillère d'arrondissement | Votes invalides                                           | 40    | 1,50  |
| Joseph-Beaubien | Conseiller ou conseillère d'arrondissement | Total                                                     | 2 661 | 100   |
| Joseph-Beaubien | Conseiller ou conseillère d'arrondissement | Abstentions                                               | 1 549 | 36,79 |
| Joseph-Beaubien | Conseiller ou conseillère d'arrondissement | Inscrits/Participation                                    | 4 210 | 63,21 |
|                 |                                            |                                                           |       |       |
| Robert-Bourassa | Conseiller d'arrondissement                | Jean-Marie Corbeil Équipe Denis Coderre pour Montréal     | 818   | 46,53 |
| Robert-Bourassa | Conseiller d'arrondissement                | David DesBaillets Projet Montréal                         | 665   | 37,83 |
| Robert-Bourassa | Conseiller d'arrondissement                | Frédéric Lecoq Indépendant                                | 275   | 15,64 |
| Robert-Bourassa | Conseiller d'arrondissement                |                                                           |       |       |
| Robert-Bourassa | Conseiller d'arrondissement                | Votes valides                                             | 1 758 | 97,67 |
| Robert-Bourassa | Conseiller d'arrondissement                | Votes invalides                                           | 42    | 2,33  |
| Robert-Bourassa | Conseiller d'arrondissement                | Total                                                     | 1 800 | 100   |
| Robert-Bourassa | Conseiller d'arrondissement                | Abstentions                                               | 1 602 | 47,09 |
| Robert-Bourassa | Conseiller d'arrondissement                | Inscrits/Participation                                    | 3 402 | 52,91 |

| Parti                    | Parti                              | Candidats                | Voix   | %     | Sièges | +/-           |  |
| ------------------------ | ---------------------------------- | ------------------------ | ------ | ----- | ------ | ------------- |  |
|                          | Projet Montréal                    | 5                        | 8 118  | 46,54 | 4      | 3             |  |
|                          | Équipe Denis Coderre pour Montréal | 5                        | 5 168  | 29,63 | 1      | 1             |  |
|                          | Coalition Montréal                 | 2                        | 86     | 0,50  | 0      | en stagnation |  |
|                          | Indépendants                       | 5                        | 4 072  | 23,34 | 0      | 1             |  |
| Total des votes          | Total des votes                    | Total des votes          | 17 444 | 100   |        |               |  |
|                          |                                    |                          |        |       |        |               |  |
| Suffrages exprimés       | Suffrages exprimés                 | Suffrages exprimés       | 8 835  | 98,62 |        |               |  |
| Votes invalides          | Votes invalides                    | Votes invalides          | 124    | 1,38  |        |               |  |
| Total                    | Total                              | Total                    | 8 959  | 100   | 5      | en stagnation |  |
| Abstention               | Abstention                         | Abstention               | 6 412  | 41,71 |        |               |  |
| Inscrits / participation | Inscrits / participation           | Inscrits / participation | 15 371 | 58,29 |        |               |  |

#### Pierrefonds-Roxboro
| Pierrefonds-Roxboro | Candidats à la mairie                                           | Votes  | %     |
| Pierrefonds-Roxboro | Dimitrios Jim Beis (Sortant) Équipe Denis Coderre pour Montréal | 7 918  | 46,01 |
| Pierrefonds-Roxboro | Hélène Dupont Projet Montréal                                   | 5 733  | 33,31 |
| Pierrefonds-Roxboro | Justine McIntyre Vrai changement pour Montréal                  | 3 558  | 20,68 |
| Pierrefonds-Roxboro |                                                                 |        |       |
| Pierrefonds-Roxboro | Votes valides                                                   | 17 209 | 97,89 |
| Pierrefonds-Roxboro | Votes invalides                                                 | 371    | 2,11  |
| Pierrefonds-Roxboro | Total                                                           | 17 580 | 100   |
| Pierrefonds-Roxboro | Abstentions                                                     | 30 574 | 63,49 |
| Pierrefonds-Roxboro | Inscrits/Participation                                          | 48 154 | 36,51 |

| District          | Poste                                      | Candidat                                                               | Votes  | %     |
| Bois-de-Liesse    | Conseiller municipal                       | Benoit Langevin Équipe Denis Coderre pour Montréal                     | 3 952  | 43,55 |
| Bois-de-Liesse    | Conseiller municipal                       | Andréanne Martin Projet Montréal                                       | 3 466  | 38,19 |
| Bois-de-Liesse    | Conseiller municipal                       | Eric McCarty Vrai changement pour Montréal                             | 1 657  | 18,26 |
| Bois-de-Liesse    | Conseiller municipal                       |                                                                        |        |       |
| Bois-de-Liesse    | Conseiller municipal                       | Votes valides                                                          | 9 075  | 97,10 |
| Bois-de-Liesse    | Conseiller municipal                       | Votes invalides                                                        | 271    | 2,90  |
| Bois-de-Liesse    | Conseiller municipal                       | Total                                                                  | 9 346  | 100   |
| Bois-de-Liesse    | Conseiller municipal                       | Abstentions                                                            | 16 020 | 63,16 |
| Bois-de-Liesse    | Conseiller municipal                       | Inscrits/Participation                                                 | 25 366 | 36,84 |
| Bois-de-Liesse    |                                            |                                                                        |        |       |
| Bois-de-Liesse    | Conseiller ou conseillère d'arrondissement | Louise Leroux Équipe Denis Coderre pour Montréal                       | 4 056  | 44,73 |
| Bois-de-Liesse    | Conseiller ou conseillère d'arrondissement | Alexis Audoin Projet Montréal                                          | 3 489  | 38,48 |
| Bois-de-Liesse    | Conseiller ou conseillère d'arrondissement | Roger Trottier (Sortant) Vrai changement pour Montréal                 | 1 522  | 16,79 |
| Bois-de-Liesse    | Conseiller ou conseillère d'arrondissement |                                                                        |        |       |
| Bois-de-Liesse    | Conseiller ou conseillère d'arrondissement | Votes valides                                                          | 9 067  | 96,91 |
| Bois-de-Liesse    | Conseiller ou conseillère d'arrondissement | Votes invalides                                                        | 289    | 3,09  |
| Bois-de-Liesse    | Conseiller ou conseillère d'arrondissement | Total                                                                  | 9 356  | 100   |
| Bois-de-Liesse    | Conseiller ou conseillère d'arrondissement | Abstentions                                                            | 16 010 | 63,12 |
| Bois-de-Liesse    | Conseiller ou conseillère d'arrondissement | Inscrits/Participation                                                 | 25 366 | 36,88 |
|                   |                                            |                                                                        |        |       |
| Cap-Saint-Jacques | Conseiller municipal                       | Catherine Clément-Talbot (Sortante) Équipe Denis Coderre pour Montréal | 3 327  | 41,28 |
| Cap-Saint-Jacques | Conseiller municipal                       | Ross Stitt Projet Montréal                                             | 2 719  | 33,73 |
| Cap-Saint-Jacques | Conseiller municipal                       | Manuela de Paoli Vrai changement pour Montréal                         | 1 102  | 13,67 |
| Cap-Saint-Jacques | Conseiller municipal                       | Michael Labelle Indépendant                                            | 912    | 11,32 |
| Cap-Saint-Jacques | Conseiller municipal                       |                                                                        |        |       |
| Cap-Saint-Jacques | Conseiller municipal                       | Votes valides                                                          | 8 060  | 98,13 |
| Cap-Saint-Jacques | Conseiller municipal                       | Votes invalides                                                        | 154    | 1,87  |
| Cap-Saint-Jacques | Conseiller municipal                       | Total                                                                  | 8 214  | 100   |
| Cap-Saint-Jacques | Conseiller municipal                       | Abstentions                                                            | 14 574 | 63,95 |
| Cap-Saint-Jacques | Conseiller municipal                       | Inscrits/Participation                                                 | 22 788 | 36,05 |
| Cap-Saint-Jacques |                                            |                                                                        |        |       |
| Cap-Saint-Jacques | Conseiller ou conseillère d'arrondissement | Yves Gignac (Sortant) Équipe Denis Coderre pour Montréal               | 3 682  | 45,79 |
| Cap-Saint-Jacques | Conseiller ou conseillère d'arrondissement | Peter Papadogiannis Projet Montréal                                    | 3 319  | 41,28 |
| Cap-Saint-Jacques | Conseiller ou conseillère d'arrondissement | Naghmeh Shafiei Vrai changement pour Montréal                          | 1 040  | 12,93 |
| Cap-Saint-Jacques | Conseiller ou conseillère d'arrondissement |                                                                        |        |       |
| Cap-Saint-Jacques | Conseiller ou conseillère d'arrondissement | Votes valides                                                          | 8 041  | 97,87 |
| Cap-Saint-Jacques | Conseiller ou conseillère d'arrondissement | Votes invalides                                                        | 175    | 2,13  |
| Cap-Saint-Jacques | Conseiller ou conseillère d'arrondissement | Total                                                                  | 8 216  | 100   |
| Cap-Saint-Jacques | Conseiller ou conseillère d'arrondissement | Abstentions                                                            | 14 572 | 63,95 |
| Cap-Saint-Jacques | Conseiller ou conseillère d'arrondissement | Inscrits/Participation                                                 | 22 788 | 36,05 |

| Parti                    | Parti                              | Candidats                | Voix   | %     | Sièges | +/-           |  |
| ------------------------ | ---------------------------------- | ------------------------ | ------ | ----- | ------ | ------------- |  |
|                          | Équipe Denis Coderre pour Montréal | 5                        | 22 935 | 44,58 | 5      | 2             |  |
|                          | Projet Montréal                    | 5                        | 18 726 | 36,40 | 0      | en stagnation |  |
|                          | Vrai changement pour Montréal      | 5                        | 8 879  | 17,26 | 0      | 2             |  |
|                          | Indépendants                       | 1                        | 912    | 1,77  | 0      | -             |  |
| Total des votes          | Total des votes                    | Total des votes          | 51 452 | 100   |        |               |  |
|                          |                                    |                          |        |       |        |               |  |
| Suffrages exprimés       | Suffrages exprimés                 | Suffrages exprimés       | 17 209 | 97,89 |        |               |  |
| Votes invalides          | Votes invalides                    | Votes invalides          | 371    | 2,11  |        |               |  |
| Total                    | Total                              | Total                    | 17 580 | 100   | 5      | en stagnation |  |
| Abstention               | Abstention                         | Abstention               | 30 574 | 63,49 |        |               |  |
| Inscrits / participation | Inscrits / participation           | Inscrits / participation | 48 154 | 36,51 |        |               |  |

#### Le Plateau-Mont-Royal
| Le Plateau-Mont-Royal | Candidats à la mairie                               | Votes               | %                   |
| Le Plateau-Mont-Royal | Luc Ferrandez (Sortant) Projet Montréal             | 19 997              | 65,70               |
| Le Plateau-Mont-Royal | Zach Macklovitch Équipe Denis Coderre pour Montréal | 10 438              | 34,30               |
| Le Plateau-Mont-Royal | Michel Brûlé Plateau sans frontières                | Candidature retirée | Candidature retirée |
| Le Plateau-Mont-Royal |                                                     |                     |                     |
| Le Plateau-Mont-Royal | Votes valides                                       | 30 435              | 97,02               |
| Le Plateau-Mont-Royal | Votes invalides                                     | 936                 | 2,98                |
| Le Plateau-Mont-Royal | Total                                               | 31 371              | 100                 |
| Le Plateau-Mont-Royal | Abstentions                                         | 34 167              | 52,13               |
| Le Plateau-Mont-Royal | Inscrits/Participation                              | 65 538              | 47,87               |

| District     | Poste                                      | Candidat                                                   | Votes               | %                   |
| De Lorimier  | Conseillère municipale                     | Marianne Giguère Projet Montréal                           | 8 415               | 70,84               |
| De Lorimier  | Conseillère municipale                     | Linda Gauthier Équipe Denis Coderre pour Montréal          | 3 464               | 29,16               |
| De Lorimier  | Conseillère municipale                     | Audrey Morin Plateau sans frontières                       | Candidature retirée | Candidature retirée |
| De Lorimier  | Conseillère municipale                     |                                                            |                     |                     |
| De Lorimier  | Conseillère municipale                     | Votes valides                                              | 11 879              | 97,74               |
| De Lorimier  | Conseillère municipale                     | Votes invalides                                            | 275                 | 2,26                |
| De Lorimier  | Conseillère municipale                     | Total                                                      | 12 154              | 100                 |
| De Lorimier  | Conseillère municipale                     | Abstentions                                                | 11 034              | 47,58               |
| De Lorimier  | Conseillère municipale                     | Inscrits/Participation                                     | 23 188              | 52,42               |
| De Lorimier  |                                            |                                                            |                     |                     |
| De Lorimier  | Conseiller ou conseillère d'arrondissement | Josefina Blanco Projet Montréal                            | 8 656               | 72,89               |
| De Lorimier  | Conseiller ou conseillère d'arrondissement | Jean-Pierre Szaraz Équipe Denis Coderre pour Montréal      | 3 219               | 27,11               |
| De Lorimier  | Conseiller ou conseillère d'arrondissement | Caroline Moreno Plateau sans frontières                    | Candidature retirée | Candidature retirée |
| De Lorimier  | Conseiller ou conseillère d'arrondissement |                                                            |                     |                     |
| De Lorimier  | Conseiller ou conseillère d'arrondissement | Votes valides                                              | 11 875              | 97,58               |
| De Lorimier  | Conseiller ou conseillère d'arrondissement | Votes invalides                                            | 295                 | 2,42                |
| De Lorimier  | Conseiller ou conseillère d'arrondissement | Total                                                      | 12 170              | 100                 |
| De Lorimier  | Conseiller ou conseillère d'arrondissement | Abstentions                                                | 11 018              | 47,52               |
| De Lorimier  | Conseiller ou conseillère d'arrondissement | Inscrits/Participation                                     | 23 188              | 52,48               |
|              |                                            |                                                            |                     |                     |
| Jeanne-Mance | Conseiller municipal                       | Alex Norris (Sortant) Projet Montréal                      | 5 390               | 62,43               |
| Jeanne-Mance | Conseiller municipal                       | Marc-Antoine Desjardins Équipe Denis Coderre pour Montréal | 2 763               | 32,01               |
| Jeanne-Mance | Conseiller municipal                       | Deborah Rankin Coalition Montréal                          | 338                 | 3,92                |
| Jeanne-Mance | Conseiller municipal                       | Joash Whyte Plateau sans frontières                        | 142                 | 1,64                |
| Jeanne-Mance | Conseiller municipal                       |                                                            |                     |                     |
| Jeanne-Mance | Conseiller municipal                       | Votes valides                                              | 8 633               | 97,74               |
| Jeanne-Mance | Conseiller municipal                       | Votes invalides                                            | 200                 | 2,26                |
| Jeanne-Mance | Conseiller municipal                       | Total                                                      | 8 833               | 100                 |
| Jeanne-Mance | Conseiller municipal                       | Abstentions                                                | 12 137              | 57,89               |
| Jeanne-Mance | Conseiller municipal                       | Inscrits/Participation                                     | 20 970              | 42,12               |
| Jeanne-Mance |                                            |                                                            |                     |                     |
| Jeanne-Mance | Conseiller ou conseillère d'arrondissement | Maeva Vilain Projet Montréal                               | 5 229               | 60,26               |
| Jeanne-Mance | Conseiller ou conseillère d'arrondissement | Daniel Loureiro Équipe Denis Coderre pour Montréal         | 2 754               | 31,74               |
| Jeanne-Mance | Conseiller ou conseillère d'arrondissement | Terrence Regan Coalition Montréal                          | 487                 | 5,61                |
| Jeanne-Mance | Conseiller ou conseillère d'arrondissement | Yvan Dias Plateau sans frontières                          | 207                 | 2,39                |
| Jeanne-Mance | Conseiller ou conseillère d'arrondissement |                                                            |                     |                     |
| Jeanne-Mance | Conseiller ou conseillère d'arrondissement | Votes valides                                              | 8 677               | 97,89               |
| Jeanne-Mance | Conseiller ou conseillère d'arrondissement | Votes invalides                                            | 187                 | 2,11                |
| Jeanne-Mance | Conseiller ou conseillère d'arrondissement | Total                                                      | 8 864               | 100                 |
| Jeanne-Mance | Conseiller ou conseillère d'arrondissement | Abstentions                                                | 12 106              | 57,73               |
| Jeanne-Mance | Conseiller ou conseillère d'arrondissement | Inscrits/Participation                                     | 20 970              | 42,27               |
|              |                                            |                                                            |                     |                     |
| Mile-End     | Conseiller municipal                       | Richard Ryan (Sortant) Projet Montréal                     | 7 171               | 71,15               |
| Mile-End     | Conseiller municipal                       | Iris Almeida-Côté Équipe Denis Coderre pour Montréal       | 2 628               | 26,08               |
| Mile-End     | Conseiller municipal                       | Halil Sustam Plateau sans frontières                       | 279                 | 2,77                |
| Mile-End     | Conseiller municipal                       |                                                            |                     |                     |
| Mile-End     | Conseiller municipal                       | Votes valides                                              | 10 078              | 97,53               |
| Mile-End     | Conseiller municipal                       | Votes invalides                                            | 255                 | 2,47                |
| Mile-End     | Conseiller municipal                       | Total                                                      | 10 333              | 100                 |
| Mile-End     | Conseiller municipal                       | Abstentions                                                | 11 047              | 51,67               |
| Mile-End     | Conseiller municipal                       | Inscrits/Participation                                     | 21 380              | 48,33               |
| Mile-End     |                                            |                                                            |                     |                     |
| Mile-End     | Conseiller ou conseillère d'arrondissement | Marie Plourde (Sortante) Projet Montréal                   | 7 699               | 76,49               |
| Mile-End     | Conseiller ou conseillère d'arrondissement | Jean David Prophète Équipe Denis Coderre pour Montréal     | 2 367               | 23,51               |
| Mile-End     | Conseiller ou conseillère d'arrondissement | Gabrielle Lebeau Plateau sans frontières                   | Candidature retirée | Candidature retirée |
| Mile-End     | Conseiller ou conseillère d'arrondissement |                                                            |                     |                     |
| Mile-End     | Conseiller ou conseillère d'arrondissement | Votes valides                                              | 10 066              | 97,47               |
| Mile-End     | Conseiller ou conseillère d'arrondissement | Votes invalides                                            | 261                 | 2,53                |
| Mile-End     | Conseiller ou conseillère d'arrondissement | Total                                                      | 10 327              | 100                 |
| Mile-End     | Conseiller ou conseillère d'arrondissement | Abstentions                                                | 11 053              | 51,70               |
| Mile-End     | Conseiller ou conseillère d'arrondissement | Inscrits/Participation                                     | 21 380              | 48,30               |

| Parti                    | Parti                              | Candidats                | Voix   | %     | Sièges | +/-           |  |
| ------------------------ | ---------------------------------- | ------------------------ | ------ | ----- | ------ | ------------- |  |
|                          | Projet Montréal                    | 7                        | 62 557 | 68,26 | 7      | en stagnation |  |
|                          | Équipe Denis Coderre pour Montréal | 7                        | 27 633 | 30,15 | 0      | en stagnation |  |
|                          | Coalition Montréal                 | 2                        | 825    | 0,90  | 0      | en stagnation |  |
|                          | Plateau sans frontières            | 3                        | 628    | 0,69  | 0      | en stagnation |  |
| Total des votes          | Total des votes                    | Total des votes          | 91 643 | 100   |        |               |  |
|                          |                                    |                          |        |       |        |               |  |
| Suffrages exprimés       | Suffrages exprimés                 | Suffrages exprimés       | 30 618 | 97,63 |        |               |  |
| Votes invalides          | Votes invalides                    | Votes invalides          | 743    | 2,37  |        |               |  |
| Total                    | Total                              | Total                    | 31 361 | 100   | 7      | en stagnation |  |
| Abstention               | Abstention                         | Abstention               | 34 177 | 52,15 |        |               |  |
| Inscrits / participation | Inscrits / participation           | Inscrits / participation | 65 538 | 47,85 |        |               |  |

#### Rivière-des-Prairies–Pointe-aux-Trembles
| Rivière-des-Prairies–Pointe-aux-Trembles | Candidats à la mairie                                         | Votes  | %     |
| Rivière-des-Prairies–Pointe-aux-Trembles | Chantal Rouleau (Sortante) Équipe Denis Coderre pour Montréal | 18 861 | 57,37 |
| Rivière-des-Prairies–Pointe-aux-Trembles | Pietro Mercuri Projet Montréal                                | 14 013 | 42,63 |
| Rivière-des-Prairies–Pointe-aux-Trembles |                                                               |        |       |
| Rivière-des-Prairies–Pointe-aux-Trembles | Votes valides                                                 | 32 874 | 96,43 |
| Rivière-des-Prairies–Pointe-aux-Trembles | Votes invalides                                               | 1 218  | 3,57  |
| Rivière-des-Prairies–Pointe-aux-Trembles | Total                                                         | 34 092 | 100   |
| Rivière-des-Prairies–Pointe-aux-Trembles | Abstentions                                                   | 46 339 | 57,61 |
| Rivière-des-Prairies–Pointe-aux-Trembles | Inscrits/Participation                                        | 80 431 | 42,39 |

| District               | Poste                                      | Candidat                                                              | Votes  | %     |  |
| La Pointe-aux-Prairies | Conseiller municipal                       | Richard Guay (Sortant) Équipe Denis Coderre pour Montréal             | 6 306  | 50,33 |  |
| La Pointe-aux-Prairies | Conseiller municipal                       | Daphney Colin Projet Montréal                                         | 6 224  | 49,67 |  |
| La Pointe-aux-Prairies | Conseiller municipal                       |                                                                       |        |       |  |
| La Pointe-aux-Prairies | Conseiller municipal                       | Votes valides                                                         | 12 530 | 96,83 |  |
| La Pointe-aux-Prairies | Conseiller municipal                       | Votes invalides                                                       | 410    | 3,17  |  |
| La Pointe-aux-Prairies | Conseiller municipal                       | Total                                                                 | 12 940 | 100   |  |
| La Pointe-aux-Prairies | Conseiller municipal                       | Abstentions                                                           | 18 078 | 58,28 |  |
| La Pointe-aux-Prairies | Conseiller municipal                       | Inscrits/Participation                                                | 31 018 | 41,72 |  |
| La Pointe-aux-Prairies |                                            |                                                                       |        |       |  |
| La Pointe-aux-Prairies | Conseiller ou conseillère d'arrondissement | Lisa Christensen Projet Montréal                                      | 6 093  | 48,69 |  |
| La Pointe-aux-Prairies | Conseiller ou conseillère d'arrondissement | Manuel Guedes (Sortant) Équipe Denis Coderre pour Montréal            | 6 063  | 48,45 |  |
| La Pointe-aux-Prairies | Conseiller ou conseillère d'arrondissement | Alain Lanoue Indépendant                                              | 358    | 2,86  |  |
| La Pointe-aux-Prairies | Conseiller ou conseillère d'arrondissement |                                                                       |        |       |  |
| La Pointe-aux-Prairies | Conseiller ou conseillère d'arrondissement | Votes valides                                                         | 12 514 | 96,73 |  |
| La Pointe-aux-Prairies | Conseiller ou conseillère d'arrondissement | Votes invalides                                                       | 423    | 3,27  |  |
| La Pointe-aux-Prairies | Conseiller ou conseillère d'arrondissement | Total                                                                 | 12 937 | 100   |  |
| La Pointe-aux-Prairies | Conseiller ou conseillère d'arrondissement | Abstentions                                                           | 18 081 | 58,29 |  |
| La Pointe-aux-Prairies | Conseiller ou conseillère d'arrondissement | Inscrits/Participation                                                | 31 018 | 41,71 |  |
|                        |                                            |                                                                       |        |       |  |
| Pointe-aux-Trembles    | Conseiller municipal                       | Suzanne Décarie (Sortante) Équipe Denis Coderre pour Montréal         | 5 947  | 55,05 |  |
| Pointe-aux-Trembles    | Conseiller municipal                       | Tomy-Richard Leboeuf-McGregor Projet Montréal                         | 4 856  | 44,95 |  |
| Pointe-aux-Trembles    | Conseiller municipal                       |                                                                       |        |       |  |
| Pointe-aux-Trembles    | Conseiller municipal                       | Votes valides                                                         | 10 803 | 96,85 |  |
| Pointe-aux-Trembles    | Conseiller municipal                       | Votes invalides                                                       | 351    | 3,15  |  |
| Pointe-aux-Trembles    | Conseiller municipal                       | Total                                                                 | 11 154 | 100   |  |
| Pointe-aux-Trembles    | Conseiller municipal                       | Abstentions                                                           | 13 163 | 54,13 |  |
| Pointe-aux-Trembles    | Conseiller municipal                       | Inscrits/Participation                                                | 24 317 | 45,87 |  |
| Pointe-aux-Trembles    |                                            |                                                                       |        |       |  |
| Pointe-aux-Trembles    | Conseiller d'arrondissement                | Gilles Déziel (Sortant) Équipe Denis Coderre pour Montréal            | 5 768  | 53,56 |  |
| Pointe-aux-Trembles    | Conseiller d'arrondissement                | Vladimir Gelin Projet Montréal                                        | 5 001  | 46,44 |  |
| Pointe-aux-Trembles    | Conseiller d'arrondissement                |                                                                       |        |       |  |
| Pointe-aux-Trembles    | Conseiller d'arrondissement                | Votes valides                                                         | 10 769 | 96,38 |  |
| Pointe-aux-Trembles    | Conseiller d'arrondissement                | Votes invalides                                                       | 404    | 3,62  |  |
| Pointe-aux-Trembles    | Conseiller d'arrondissement                | Total                                                                 | 11 173 | 100   |  |
| Pointe-aux-Trembles    | Conseiller d'arrondissement                | Abstentions                                                           | 13 144 | 54,05 |  |
| Pointe-aux-Trembles    | Conseiller d'arrondissement                | Inscrits/Participation                                                | 24 317 | 45,95 |  |
|                        |                                            |                                                                       |        |       |  |
| Rivière-des-Prairies   | Conseiller municipal                       | Giovanni Rapanà (Sortant) Équipe Denis Coderre pour Montréal          | 5 740  | 59,94 |  |
| Rivière-des-Prairies   | Conseiller municipal                       | Hector Perlera Projet Montréal                                        | 3 836  | 40,06 |  |
| Rivière-des-Prairies   | Conseiller municipal                       |                                                                       |        |       |  |
| Rivière-des-Prairies   | Conseiller municipal                       | Votes valides                                                         | 9 576  | 95,73 |  |
| Rivière-des-Prairies   | Conseiller municipal                       | Votes invalides                                                       | 427    | 4,27  |  |
| Rivière-des-Prairies   | Conseiller municipal                       | Total                                                                 | 10 003 | 100   |  |
| Rivière-des-Prairies   | Conseiller municipal                       | Abstentions                                                           | 15 093 | 60,14 |  |
| Rivière-des-Prairies   | Conseiller municipal                       | Inscrits/Participation                                                | 25 096 | 39,86 |  |
| Rivière-des-Prairies   |                                            |                                                                       |        |       |  |
| Rivière-des-Prairies   | Conseiller ou conseillère d'arrondissement | Nathalie Pierre-Antoine (Sortante) Équipe Denis Coderre pour Montréal | 5 733  | 60,34 |  |
| Rivière-des-Prairies   | Conseiller ou conseillère d'arrondissement | Jean-Eddie Jr Désiré Projet Montréal                                  | 3 768  | 39,66 |  |
| Rivière-des-Prairies   | Conseiller ou conseillère d'arrondissement |                                                                       |        |       |  |
| Rivière-des-Prairies   | Conseiller ou conseillère d'arrondissement | Votes valides                                                         | 9 501  | 94,97 |  |
| Rivière-des-Prairies   | Conseiller ou conseillère d'arrondissement | Votes invalides                                                       | 503    | 5,03  |  |
| Rivière-des-Prairies   | Conseiller ou conseillère d'arrondissement | Total                                                                 | 10 004 | 100   |  |
| Rivière-des-Prairies   | Conseiller ou conseillère d'arrondissement | Abstentions                                                           | 15 092 | 60,14 |  |
| Rivière-des-Prairies   | Conseiller ou conseillère d'arrondissement | Inscrits/Participation                                                | 25 096 | 39,86 |  |

| Parti                    | Parti                              | Candidats                | Voix   | %     | Sièges | +/-           |  |
| ------------------------ | ---------------------------------- | ------------------------ | ------ | ----- | ------ | ------------- |  |
|                          | Équipe Denis Coderre pour Montréal | 7                        | 54 418 | 55,21 | 6      | 1             |  |
|                          | Projet Montréal                    | 7                        | 43 791 | 44,43 | 1      | 1             |  |
|                          | Indépendants                       | 1                        | 358    | 0,36  | 0      | -             |  |
| Total des votes          | Total des votes                    | Total des votes          | 98 567 | 100   |        |               |  |
|                          |                                    |                          |        |       |        |               |  |
| Suffrages exprimés       | Suffrages exprimés                 | Suffrages exprimés       | 32 909 | 96,52 |        |               |  |
| Votes invalides          | Votes invalides                    | Votes invalides          | 1 188  | 3,48  |        |               |  |
| Total                    | Total                              | Total                    | 34 097 | 100   | 7      | en stagnation |  |
| Abstention               | Abstention                         | Abstention               | 46 334 | 57,61 |        |               |  |
| Inscrits / participation | Inscrits / participation           | Inscrits / participation | 80 431 | 42,39 |        |               |  |

#### Rosemont–La Petite-Patrie
| Rosemont–La Petite-Patrie | Candidats à la mairie                                 | Votes  | %     |
| Rosemont–La Petite-Patrie | François William Croteau (Sortant) Projet Montréal    | 33 275 | 68,29 |
| Rosemont–La Petite-Patrie | Marc-André Gadoury Équipe Denis Coderre pour Montréal | 15 452 | 31,71 |
| Rosemont–La Petite-Patrie |                                                       |        |       |
| Rosemont–La Petite-Patrie | Votes valides                                         | 48 727 | 97,36 |
| Rosemont–La Petite-Patrie | Votes invalides                                       | 1 319  | 2,64  |
| Rosemont–La Petite-Patrie | Total                                                 | 50 046 | 100   |
| Rosemont–La Petite-Patrie | Abstentions                                           | 49 413 | 49,68 |
| Rosemont–La Petite-Patrie | Inscrits/Participation                                | 99 459 | 50,32 |

| District           | Poste                  | Candidat                                           | Votes  | %     |
| Étienne-Desmarteau | Conseiller municipal   | Stéphanie Watt Projet Montréal                     | 8 113  | 67,38 |
| Étienne-Desmarteau | Conseiller municipal   | Scott McKay Équipe Denis Coderre pour Montréal     | 3 928  | 32,62 |
| Étienne-Desmarteau | Conseiller municipal   |                                                    |        |       |
| Étienne-Desmarteau | Conseiller municipal   | Votes valides                                      | 12 041 | 97,75 |
| Étienne-Desmarteau | Conseiller municipal   | Votes invalides                                    | 277    | 2,25  |
| Étienne-Desmarteau | Conseiller municipal   | Total                                              | 12 318 | 100   |
| Étienne-Desmarteau | Conseiller municipal   | Abstentions                                        | 10 989 | 47,15 |
| Étienne-Desmarteau | Conseiller municipal   | Inscrits/Participation                             | 23 307 | 52,85 |
|                    |                        |                                                    |        |       |
| Marie-Victorin     | Conseiller municipal   | Jocelyn Pauzé Projet Montréal                      | 5 690  | 52,63 |
| Marie-Victorin     | Conseiller municipal   | Nathalie Fortin Équipe Denis Coderre pour Montréal | 5 122  | 47,37 |
| Marie-Victorin     | Conseiller municipal   |                                                    |        |       |
| Marie-Victorin     | Conseiller municipal   | Votes valides                                      | 10 812 | 96,66 |
| Marie-Victorin     | Conseiller municipal   | Votes invalides                                    | 374    | 3,34  |
| Marie-Victorin     | Conseiller municipal   | Total                                              | 11 186 | 100   |
| Marie-Victorin     | Conseiller municipal   | Abstentions                                        | 12 073 | 51,91 |
| Marie-Victorin     | Conseiller municipal   | Inscrits/Participation                             | 23 259 | 48,09 |
|                    |                        |                                                    |        |       |
| Saint-Édouard      | Conseiller municipal   | François Limoges (Sortant) Projet Montréal         | 9 626  | 77,39 |
| Saint-Édouard      | Conseiller municipal   | Jack Hallak Équipe Denis Coderre pour Montréal     | 2 813  | 22,61 |
| Saint-Édouard      | Conseiller municipal   |                                                    |        |       |
| Saint-Édouard      | Conseiller municipal   | Votes valides                                      | 12 439 | 97,32 |
| Saint-Édouard      | Conseiller municipal   | Votes invalides                                    | 343    | 2,68  |
| Saint-Édouard      | Conseiller municipal   | Total                                              | 12 782 | 100   |
| Saint-Édouard      | Conseiller municipal   | Abstentions                                        | 12 901 | 50,23 |
| Saint-Édouard      | Conseiller municipal   | Inscrits/Participation                             | 25 683 | 49,77 |
|                    |                        |                                                    |        |       |
| Vieux-Rosemont     | Conseillère municipale | Christine Gosselin Projet Montréal                 | 9 014  | 67,54 |
| Vieux-Rosemont     | Conseillère municipale | Mariam Laagad Équipe Denis Coderre pour Montréal   | 4 333  | 32,46 |
| Vieux-Rosemont     | Conseillère municipale |                                                    |        |       |
| Vieux-Rosemont     | Conseillère municipale | Votes valides                                      | 13 347 | 97,09 |
| Vieux-Rosemont     | Conseillère municipale | Votes invalides                                    | 400    | 2,91  |
| Vieux-Rosemont     | Conseillère municipale | Total                                              | 13 747 | 100   |
| Vieux-Rosemont     | Conseillère municipale | Abstentions                                        | 13 463 | 49,48 |
| Vieux-Rosemont     | Conseillère municipale | Inscrits/Participation                             | 27 210 | 50,52 |

| Parti                    | Parti                              | Candidats                | Voix   | %     | Sièges | +/-           |  |
| ------------------------ | ---------------------------------- | ------------------------ | ------ | ----- | ------ | ------------- |  |
|                          | Projet Montréal                    | 5                        | 65 718 | 67,50 | 5      | en stagnation |  |
|                          | Équipe Denis Coderre pour Montréal | 5                        | 31 648 | 32,50 | 0      | en stagnation |  |
| Total des votes          | Total des votes                    | Total des votes          | 97 366 | 100   |        |               |  |
|                          |                                    |                          |        |       |        |               |  |
| Suffrages exprimés       | Suffrages exprimés                 | Suffrages exprimés       | 48 727 | 97,36 |        |               |  |
| Votes invalides          | Votes invalides                    | Votes invalides          | 1 319  | 2,64  |        |               |  |
| Total                    | Total                              | Total                    | 50 046 | 100   | 5      | en stagnation |  |
| Abstention               | Abstention                         | Abstention               | 49 413 | 49,68 |        |               |  |
| Inscrits / participation | Inscrits / participation           | Inscrits / participation | 99 459 | 50,32 |        |               |  |

#### Saint-Laurent
| Saint-Laurent | Candidats à la mairie                                     | Votes  | %     |
| Saint-Laurent | Alan DeSousa (Sortant) Équipe Denis Coderre pour Montréal | 12 877 | 66,93 |
| Saint-Laurent | Nora Chénier-Jones Projet Montréal                        | 6 363  | 33,07 |
| Saint-Laurent |                                                           |        |       |
| Saint-Laurent | Votes valides                                             | 19 240 | 97,06 |
| Saint-Laurent | Votes invalides                                           | 582    | 2,94  |
| Saint-Laurent | Total                                                     | 19 822 | 100   |
| Saint-Laurent | Abstentions                                               | 41 801 | 67,83 |
| Saint-Laurent | Inscrits/Participation                                    | 61 623 | 32,17 |

| District       | Poste                                      | Candidat                                                     | Votes  | %     |
| Côte-de-Liesse | Conseiller municipal                       | Francesco Miele (Sortant) Équipe Denis Coderre pour Montréal | 7 171  | 68,39 |
| Côte-de-Liesse | Conseiller municipal                       | Salman Farah Projet Montréal                                 | 3 314  | 31,61 |
| Côte-de-Liesse | Conseiller municipal                       |                                                              |        |       |
| Côte-de-Liesse | Conseiller municipal                       | Votes valides                                                | 10 485 | 96,58 |
| Côte-de-Liesse | Conseiller municipal                       | Votes invalides                                              | 371    | 3,42  |
| Côte-de-Liesse | Conseiller municipal                       | Total                                                        | 10 856 | 100   |
| Côte-de-Liesse | Conseiller municipal                       | Abstentions                                                  | 22 215 | 67,17 |
| Côte-de-Liesse | Conseiller municipal                       | Inscrits/Participation                                       | 33 071 | 32,83 |
| Côte-de-Liesse |                                            |                                                              |        |       |
| Côte-de-Liesse | Conseiller d'arrondissement                | Jacques Cohen Équipe Denis Coderre pour Montréal             | 6 680  | 63,59 |
| Côte-de-Liesse | Conseiller d'arrondissement                | Julio Rivera Projet Montréal                                 | 3 323  | 31,64 |
| Côte-de-Liesse | Conseiller d'arrondissement                | Mario Bonenfant Indépendant                                  | 501    | 4,77  |
| Côte-de-Liesse | Conseiller d'arrondissement                |                                                              |        |       |
| Côte-de-Liesse | Conseiller d'arrondissement                | Votes valides                                                | 10 504 | 96,77 |
| Côte-de-Liesse | Conseiller d'arrondissement                | Votes invalides                                              | 351    | 3,23  |
| Côte-de-Liesse | Conseiller d'arrondissement                | Total                                                        | 10 855 | 100   |
| Côte-de-Liesse | Conseiller d'arrondissement                | Abstentions                                                  | 22 216 | 67,17 |
| Côte-de-Liesse | Conseiller d'arrondissement                | Inscrits/Participation                                       | 33 071 | 32,82 |
|                |                                            |                                                              |        |       |
| Norman-McLaren | Conseiller municipal                       | Aref Salem (Sortant) Équipe Denis Coderre pour Montréal      | 4 887  | 56,73 |
| Norman-McLaren | Conseiller municipal                       | Julie Lamontagne Projet Montréal                             | 3 727  | 43,27 |
| Norman-McLaren | Conseiller municipal                       |                                                              |        |       |
| Norman-McLaren | Conseiller municipal                       | Votes valides                                                | 8 614  | 96,27 |
| Norman-McLaren | Conseiller municipal                       | Votes invalides                                              | 334    | 3,73  |
| Norman-McLaren | Conseiller municipal                       | Total                                                        | 8 948  | 100   |
| Norman-McLaren | Conseiller municipal                       | Abstentions                                                  | 19 604 | 68,66 |
| Norman-McLaren | Conseiller municipal                       | Inscrits/Participation                                       | 28 552 | 31,34 |
| Norman-McLaren |                                            |                                                              |        |       |
| Norman-McLaren | Conseiller ou conseillère d'arrondissement | Michèle Biron (Sortante) Équipe Denis Coderre pour Montréal  | 4 847  | 56,39 |
| Norman-McLaren | Conseiller ou conseillère d'arrondissement | Rafik Hakim Projet Montréal                                  | 2 849  | 33,15 |
| Norman-McLaren | Conseiller ou conseillère d'arrondissement | Elias Bitar Vrai changement pour Montréal                    | 695    | 8,09  |
| Norman-McLaren | Conseiller ou conseillère d'arrondissement | Jamil Ahmad Gondal Indépendant                               | 204    | 2,37  |
| Norman-McLaren | Conseiller ou conseillère d'arrondissement |                                                              |        |       |
| Norman-McLaren | Conseiller ou conseillère d'arrondissement | Votes valides                                                | 8 595  | 95,97 |
| Norman-McLaren | Conseiller ou conseillère d'arrondissement | Votes invalides                                              | 361    | 4,03  |
| Norman-McLaren | Conseiller ou conseillère d'arrondissement | Total                                                        | 8 956  | 100   |
| Norman-McLaren | Conseiller ou conseillère d'arrondissement | Abstentions                                                  | 19 596 | 68,63 |
| Norman-McLaren | Conseiller ou conseillère d'arrondissement | Inscrits/Participation                                       | 28 552 | 31,37 |

| Parti                    | Parti                              | Candidats                | Voix   | %     | Sièges | +/-           |  |
| ------------------------ | ---------------------------------- | ------------------------ | ------ | ----- | ------ | ------------- |  |
|                          | Équipe Denis Coderre pour Montréal | 5                        | 36 462 | 63,48 | 5      | en stagnation |  |
|                          | Projet Montréal                    | 5                        | 19 576 | 34,08 | 0      | en stagnation |  |
|                          | Vrai changement pour Montréal      | 1                        | 695    | 1,21  | 0      | en stagnation |  |
|                          | Indépendants                       | 2                        | 705    | 1,23  | 0      | -             |  |
| Total des votes          | Total des votes                    | Total des votes          | 57 440 | 100   |        |               |  |
|                          |                                    |                          |        |       |        |               |  |
| Suffrages exprimés       | Suffrages exprimés                 | Suffrages exprimés       | 19 240 | 97,06 |        |               |  |
| Votes invalides          | Votes invalides                    | Votes invalides          | 582    | 2,94  |        |               |  |
| Total                    | Total                              | Total                    | 19 822 | 100   | 5      | en stagnation |  |
| Abstention               | Abstention                         | Abstention               | 41 801 | 67,83 |        |               |  |
| Inscrits / participation | Inscrits / participation           | Inscrits / participation | 61 623 | 32,17 |        |               |  |

#### Saint-Léonard
| Saint-Léonard | Candidats à la mairie                                         | Votes  | %     |
| Saint-Léonard | Michel Bissonnet (Sortant) Équipe Denis Coderre pour Montréal | 11 651 | 64,61 |
| Saint-Léonard | Julie Caron Projet Montréal                                   | 5 495  | 30,47 |
| Saint-Léonard | Tommaso Di Paola Indépendant                                  | 888    | 4,92  |
| Saint-Léonard |                                                               |        |       |
| Saint-Léonard | Votes valides                                                 | 18 034 | 95,26 |
| Saint-Léonard | Votes invalides                                               | 898    | 4,74  |
| Saint-Léonard | Total                                                         | 18 932 | 100   |
| Saint-Léonard | Abstentions                                                   | 31 661 | 62,58 |
| Saint-Léonard | Inscrits/Participation                                        | 50 593 | 37,42 |

| District            | Poste                                      | Candidat                                                         | Votes  | %     |
| Saint-Léonard-Est   | Conseillère municipale                     | Patricia Lattanzio (Sortante) Équipe Denis Coderre pour Montréal | 5 351  | 67,45 |
| Saint-Léonard-Est   | Conseillère municipale                     | Arij-Abrar El Korbi Projet Montréal                              | 2 582  | 32,55 |
| Saint-Léonard-Est   | Conseillère municipale                     |                                                                  |        |       |
| Saint-Léonard-Est   | Conseillère municipale                     | Votes valides                                                    | 7 933  | 94,28 |
| Saint-Léonard-Est   | Conseillère municipale                     | Votes invalides                                                  | 481    | 5,72  |
| Saint-Léonard-Est   | Conseillère municipale                     | Total                                                            | 8 414  | 100   |
| Saint-Léonard-Est   | Conseillère municipale                     | Abstentions                                                      | 13 278 | 61,21 |
| Saint-Léonard-Est   | Conseillère municipale                     | Inscrits/Participation                                           | 21 692 | 38,79 |
| Saint-Léonard-Est   |                                            |                                                                  |        |       |
| Saint-Léonard-Est   | Conseiller ou conseillère d'arrondissement | Lili-Anne Tremblay (Sortante) Équipe Denis Coderre pour Montréal | 4 602  | 58,61 |
| Saint-Léonard-Est   | Conseiller ou conseillère d'arrondissement | Giovanni Capuano Projet Montréal                                 | 3 250  | 41,39 |
| Saint-Léonard-Est   | Conseiller ou conseillère d'arrondissement |                                                                  |        |       |
| Saint-Léonard-Est   | Conseiller ou conseillère d'arrondissement | Votes valides                                                    | 7 852  | 93,30 |
| Saint-Léonard-Est   | Conseiller ou conseillère d'arrondissement | Votes invalides                                                  | 564    | 6,70  |
| Saint-Léonard-Est   | Conseiller ou conseillère d'arrondissement | Total                                                            | 8 416  | 100   |
| Saint-Léonard-Est   | Conseiller ou conseillère d'arrondissement | Abstentions                                                      | 13 276 | 61,20 |
| Saint-Léonard-Est   | Conseiller ou conseillère d'arrondissement | Inscrits/Participation                                           | 21 692 | 38,80 |
|                     |                                            |                                                                  |        |       |
| Saint-Léonard-Ouest | Conseiller municipal                       | Dominic Perri (Sortant) Équipe Denis Coderre pour Montréal       | 6 632  | 66,89 |
| Saint-Léonard-Ouest | Conseiller municipal                       | Oualid Frej Projet Montréal                                      | 3 283  | 33,11 |
| Saint-Léonard-Ouest | Conseiller municipal                       |                                                                  |        |       |
| Saint-Léonard-Ouest | Conseiller municipal                       | Votes valides                                                    | 9 915  | 94,31 |
| Saint-Léonard-Ouest | Conseiller municipal                       | Votes invalides                                                  | 598    | 5,69  |
| Saint-Léonard-Ouest | Conseiller municipal                       | Total                                                            | 10 513 | 100   |
| Saint-Léonard-Ouest | Conseiller municipal                       | Abstentions                                                      | 18 388 | 63,62 |
| Saint-Léonard-Ouest | Conseiller municipal                       | Inscrits/Participation                                           | 28 901 | 36,38 |
| Saint-Léonard-Ouest |                                            |                                                                  |        |       |
| Saint-Léonard-Ouest | Conseiller ou conseillère d'arrondissement | Mario Battista (Sortant) Équipe Denis Coderre pour Montréal      | 6 427  | 64,41 |
| Saint-Léonard-Ouest | Conseiller ou conseillère d'arrondissement | Anick Druelle Projet Montréal                                    | 3 175  | 31,82 |
| Saint-Léonard-Ouest | Conseiller ou conseillère d'arrondissement | Nickenson Aldonzar Indépendant                                   | 376    | 3,77  |
| Saint-Léonard-Ouest | Conseiller ou conseillère d'arrondissement |                                                                  |        |       |
| Saint-Léonard-Ouest | Conseiller ou conseillère d'arrondissement | Votes valides                                                    | 9 978  | 94,97 |
| Saint-Léonard-Ouest | Conseiller ou conseillère d'arrondissement | Votes invalides                                                  | 529    | 5,03  |
| Saint-Léonard-Ouest | Conseiller ou conseillère d'arrondissement | Total                                                            | 10 507 | 100   |
| Saint-Léonard-Ouest | Conseiller ou conseillère d'arrondissement | Abstentions                                                      | 18 394 | 63,64 |
| Saint-Léonard-Ouest | Conseiller ou conseillère d'arrondissement | Inscrits/Participation                                           | 28 901 | 36,36 |

| Parti                    | Parti                              | Candidats                | Voix   | %     | Sièges | +/-           |  |
| ------------------------ | ---------------------------------- | ------------------------ | ------ | ----- | ------ | ------------- |  |
|                          | Équipe Denis Coderre pour Montréal | 5                        | 34 663 | 64,53 | 5      | 1             |  |
|                          | Projet Montréal                    | 5                        | 17 785 | 33,11 | 0      | en stagnation |  |
|                          | Indépendants                       | 2                        | 1 264  | 2,35  | 0      | -             |  |
| Total des votes          | Total des votes                    | Total des votes          | 53 712 | 100   |        |               |  |
|                          |                                    |                          |        |       |        |               |  |
| Suffrages exprimés       | Suffrages exprimés                 | Suffrages exprimés       | 18 034 | 95,26 |        |               |  |
| Votes invalides          | Votes invalides                    | Votes invalides          | 898    | 4,74  |        |               |  |
| Total                    | Total                              | Total                    | 18 932 | 100   | 5      | en stagnation |  |
| Abstention               | Abstention                         | Abstention               | 31 661 | 62,58 |        |               |  |
| Inscrits / participation | Inscrits / participation           | Inscrits / participation | 50 593 | 37,42 |        |               |  |

#### Le Sud-Ouest
| Le Sud-Ouest | Candidats à la mairie                              | Votes  | %     |
| Le Sud-Ouest | Benoit Dorais (Sortant) Projet Montréal            | 15 567 | 71,41 |
| Le Sud-Ouest | Denise Mérineau Équipe Denis Coderre pour Montréal | 6 231  | 28,59 |
| Le Sud-Ouest |                                                    |        |       |
| Le Sud-Ouest | Votes valides                                      | 21 798 | 96,85 |
| Le Sud-Ouest | Votes invalides                                    | 709    | 3,15  |
| Le Sud-Ouest | Total                                              | 22 507 | 100   |
| Le Sud-Ouest | Abstentions                                        | 33 150 | 59,56 |
| Le Sud-Ouest | Inscrits/Participation                             | 55 657 | 40,44 |

| District                                                             | Poste                                      | Candidat                                                 | Votes  | %     |
| Saint-Henri-Est– Petite-Bourgogne– Pointe-Saint-Charles– Griffintown | Conseiller municipal                       | Craig Sauvé (Sortant) Projet Montréal                    | 7 794  | 65,88 |
| Saint-Henri-Est– Petite-Bourgogne– Pointe-Saint-Charles– Griffintown | Conseiller municipal                       | Daniel Doyle Équipe Denis Coderre pour Montréal          | 3 763  | 31,81 |
| Saint-Henri-Est– Petite-Bourgogne– Pointe-Saint-Charles– Griffintown | Conseiller municipal                       | Taimur Tanoli Coalition Montréal                         | 154    | 1,30  |
| Saint-Henri-Est– Petite-Bourgogne– Pointe-Saint-Charles– Griffintown | Conseiller municipal                       | Thomas Tsukalas Indépendant                              | 119    | 1,01  |
| Saint-Henri-Est– Petite-Bourgogne– Pointe-Saint-Charles– Griffintown | Conseiller municipal                       |                                                          |        |       |
| Saint-Henri-Est– Petite-Bourgogne– Pointe-Saint-Charles– Griffintown | Conseiller municipal                       | Votes valides                                            | 11 830 | 97,54 |
| Saint-Henri-Est– Petite-Bourgogne– Pointe-Saint-Charles– Griffintown | Conseiller municipal                       | Votes invalides                                          | 298    | 2,46  |
| Saint-Henri-Est– Petite-Bourgogne– Pointe-Saint-Charles– Griffintown | Conseiller municipal                       | Total                                                    | 12 128 | 100   |
| Saint-Henri-Est– Petite-Bourgogne– Pointe-Saint-Charles– Griffintown | Conseiller municipal                       | Abstentions                                              | 18 409 | 60,28 |
| Saint-Henri-Est– Petite-Bourgogne– Pointe-Saint-Charles– Griffintown | Conseiller municipal                       | Inscrits/Participation                                   | 30 537 | 39,72 |
| Saint-Henri-Est– Petite-Bourgogne– Pointe-Saint-Charles– Griffintown |                                            |                                                          |        |       |
| Saint-Henri-Est– Petite-Bourgogne– Pointe-Saint-Charles– Griffintown | Conseillère d'arrondissement               | Sophie Thiébaut (Sortante) Projet Montréal               | 7 808  | 66,15 |
| Saint-Henri-Est– Petite-Bourgogne– Pointe-Saint-Charles– Griffintown | Conseillère d'arrondissement               | Nicole Picher Équipe Denis Coderre pour Montréal         | 3 996  | 33,85 |
| Saint-Henri-Est– Petite-Bourgogne– Pointe-Saint-Charles– Griffintown | Conseillère d'arrondissement               |                                                          |        |       |
| Saint-Henri-Est– Petite-Bourgogne– Pointe-Saint-Charles– Griffintown | Conseillère d'arrondissement               | Votes valides                                            | 11 804 | 97,29 |
| Saint-Henri-Est– Petite-Bourgogne– Pointe-Saint-Charles– Griffintown | Conseillère d'arrondissement               | Votes invalides                                          | 329    | 2,71  |
| Saint-Henri-Est– Petite-Bourgogne– Pointe-Saint-Charles– Griffintown | Conseillère d'arrondissement               | Total                                                    | 12 133 | 100   |
| Saint-Henri-Est– Petite-Bourgogne– Pointe-Saint-Charles– Griffintown | Conseillère d'arrondissement               | Abstentions                                              | 18 404 | 60,27 |
| Saint-Henri-Est– Petite-Bourgogne– Pointe-Saint-Charles– Griffintown | Conseillère d'arrondissement               | Inscrits/Participation                                   | 30 537 | 39,73 |
|                                                                      |                                            |                                                          |        |       |
| Saint-Paul– Émard– Saint-Henri-Ouest                                 | Conseiller ou conseillère municipal        | Anne-Marie Sigouin (Sortante) Projet Montréal            | 6 553  | 66,05 |
| Saint-Paul– Émard– Saint-Henri-Ouest                                 | Conseiller ou conseillère municipal        | Marc-Antoine Audette Équipe Denis Coderre pour Montréal  | 3 369  | 33,95 |
| Saint-Paul– Émard– Saint-Henri-Ouest                                 | Conseiller ou conseillère municipal        |                                                          |        |       |
| Saint-Paul– Émard– Saint-Henri-Ouest                                 | Conseiller ou conseillère municipal        | Votes valides                                            | 9 922  | 96,37 |
| Saint-Paul– Émard– Saint-Henri-Ouest                                 | Conseiller ou conseillère municipal        | Votes invalides                                          | 374    | 3,63  |
| Saint-Paul– Émard– Saint-Henri-Ouest                                 | Conseiller ou conseillère municipal        | Total                                                    | 10 296 | 100   |
| Saint-Paul– Émard– Saint-Henri-Ouest                                 | Conseiller ou conseillère municipal        | Abstentions                                              | 14 824 | 59,01 |
| Saint-Paul– Émard– Saint-Henri-Ouest                                 | Conseiller ou conseillère municipal        | Inscrits/Participation                                   | 25 120 | 40,99 |
| Saint-Paul– Émard– Saint-Henri-Ouest                                 |                                            |                                                          |        |       |
| Saint-Paul– Émard– Saint-Henri-Ouest                                 | Conseiller ou conseillère d'arrondissement | Alain Vaillancourt (Sortant) Projet Montréal             | 6 705  | 67,47 |
| Saint-Paul– Émard– Saint-Henri-Ouest                                 | Conseiller ou conseillère d'arrondissement | Claudia Olga Ouamabia Équipe Denis Coderre pour Montréal | 3 233  | 32,53 |
| Saint-Paul– Émard– Saint-Henri-Ouest                                 | Conseiller ou conseillère d'arrondissement |                                                          |        |       |
| Saint-Paul– Émard– Saint-Henri-Ouest                                 | Conseiller ou conseillère d'arrondissement | Votes valides                                            | 9 938  | 96,25 |
| Saint-Paul– Émard– Saint-Henri-Ouest                                 | Conseiller ou conseillère d'arrondissement | Votes invalides                                          | 387    | 3,75  |
| Saint-Paul– Émard– Saint-Henri-Ouest                                 | Conseiller ou conseillère d'arrondissement | Total                                                    | 10 325 | 100   |
| Saint-Paul– Émard– Saint-Henri-Ouest                                 | Conseiller ou conseillère d'arrondissement | Abstentions                                              | 14 795 | 58,90 |
| Saint-Paul– Émard– Saint-Henri-Ouest                                 | Conseiller ou conseillère d'arrondissement | Inscrits/Participation                                   | 25 120 | 41,10 |

| Parti                    | Parti                              | Candidats                | Voix   | %     | Sièges | +/-           |  |
| ------------------------ | ---------------------------------- | ------------------------ | ------ | ----- | ------ | ------------- |  |
|                          | Projet Montréal                    | 5                        | 44 427 | 68,04 | 5      | 1             |  |
|                          | Équipe Denis Coderre pour Montréal | 5                        | 20 592 | 31,54 | 0      | en stagnation |  |
|                          | Coalition Montréal                 | 1                        | 154    | 0,24  | 0      | 1             |  |
|                          | Indépendants                       | 1                        | 119    | 0,18  | 0      | -             |  |
| Total des votes          | Total des votes                    | Total des votes          | 65 292 | 100   |        |               |  |
|                          |                                    |                          |        |       |        |               |  |
| Suffrages exprimés       | Suffrages exprimés                 | Suffrages exprimés       | 21 798 | 96,85 |        |               |  |
| Votes invalides          | Votes invalides                    | Votes invalides          | 709    | 3,15  |        |               |  |
| Total                    | Total                              | Total                    | 22 507 | 100   | 5      | en stagnation |  |
| Abstention               | Abstention                         | Abstention               | 33 150 | 59,56 |        |               |  |
| Inscrits / participation | Inscrits / participation           | Inscrits / participation | 55 657 | 40,44 |        |               |  |

#### Verdun
| Verdun | Candidats à la mairie                                                | Votes  | %     |
| Verdun | Jean-François Parenteau (Sortant) Équipe Denis Coderre pour Montréal | 11 925 | 54,19 |
| Verdun | Michèle Chappaz Projet Montréal                                      | 10 082 | 45,81 |
| Verdun |                                                                      |        |       |
| Verdun | Votes valides                                                        | 22 007 | 98,09 |
| Verdun | Votes invalides                                                      | 428    | 1,91  |
| Verdun | Total                                                                | 22 435 | 100   |
| Verdun | Abstentions                                                          | 27 094 | 54,70 |
| Verdun | Inscrits/Participation                                               | 49 529 | 45,30 |

| District                   | Poste                                         | Candidat                                                      | Votes  | %     |
| Champlain–L'Île-des-Soeurs | Conseillère municipale                        | Marie-Josée Parent Équipe Denis Coderre pour Montréal         | 6 265  | 52,88 |
| Champlain–L'Île-des-Soeurs | Conseillère municipale                        | Nathalie Pedro Projet Montréal                                | 5 582  | 47,12 |
| Champlain–L'Île-des-Soeurs | Conseillère municipale                        |                                                               |        |       |
| Champlain–L'Île-des-Soeurs | Conseillère municipale                        | Votes valides                                                 | 11 847 | 96,87 |
| Champlain–L'Île-des-Soeurs | Conseillère municipale                        | Votes invalides                                               | 383    | 3,13  |
| Champlain–L'Île-des-Soeurs | Conseillère municipale                        | Total                                                         | 12 230 | 100   |
| Champlain–L'Île-des-Soeurs | Conseillère municipale                        | Abstentions                                                   | 15 118 | 55,28 |
| Champlain–L'Île-des-Soeurs | Conseillère municipale                        | Inscrits/Participation                                        | 27 348 | 44,72 |
| Champlain–L'Île-des-Soeurs |                                               |                                                               |        |       |
| Champlain–L'Île-des-Soeurs | Conseiller d'arrondissement #1                | Pierre L'Heureux (Sortant) Équipe Denis Coderre pour Montréal | 6 215  | 52,50 |
| Champlain–L'Île-des-Soeurs | Conseiller d'arrondissement #1                | Jean-Pierre Boivin Projet Montréal                            | 5 623  | 47,50 |
| Champlain–L'Île-des-Soeurs | Conseiller d'arrondissement #1                |                                                               |        |       |
| Champlain–L'Île-des-Soeurs | Conseiller d'arrondissement #1                | Votes valides                                                 | 11 838 | 96,84 |
| Champlain–L'Île-des-Soeurs | Conseiller d'arrondissement #1                | Votes invalides                                               | 386    | 3,16  |
| Champlain–L'Île-des-Soeurs | Conseiller d'arrondissement #1                | Total                                                         | 12 224 | 100   |
| Champlain–L'Île-des-Soeurs | Conseiller d'arrondissement #1                | Abstentions                                                   | 15 124 | 55,30 |
| Champlain–L'Île-des-Soeurs | Conseiller d'arrondissement #1                | Inscrits/Participation                                        | 27 348 | 44,70 |
| Champlain–L'Île-des-Soeurs |                                               |                                                               |        |       |
| Champlain–L'Île-des-Soeurs | Conseiller ou conseillère d'arrondissement #2 | Véronique Tremblay Équipe Denis Coderre pour Montréal         | 6 264  | 52,82 |
| Champlain–L'Île-des-Soeurs | Conseiller ou conseillère d'arrondissement #2 | Gabriel Bégin Projet Montréal                                 | 5 596  | 47,18 |
| Champlain–L'Île-des-Soeurs | Conseiller ou conseillère d'arrondissement #2 |                                                               |        |       |
| Champlain–L'Île-des-Soeurs | Conseiller ou conseillère d'arrondissement #2 | Votes valides                                                 | 11 860 | 97,04 |
| Champlain–L'Île-des-Soeurs | Conseiller ou conseillère d'arrondissement #2 | Votes invalides                                               | 362    | 2,96  |
| Champlain–L'Île-des-Soeurs | Conseiller ou conseillère d'arrondissement #2 | Total                                                         | 12 222 | 100   |
| Champlain–L'Île-des-Soeurs | Conseiller ou conseillère d'arrondissement #2 | Abstentions                                                   | 15 126 | 55,31 |
| Champlain–L'Île-des-Soeurs | Conseiller ou conseillère d'arrondissement #2 | Inscrits/Participation                                        | 27 348 | 44,69 |
|                            |                                               |                                                               |        |       |
| Desmarchais-Crawford       | Conseiller municipal                          | Sterling Downey (Sortant) Projet Montréal                     | 5 799  | 57,98 |
| Desmarchais-Crawford       | Conseiller municipal                          | Marie-Eve Brunet Équipe Denis Coderre pour Montréal           | 4 203  | 42,02 |
| Desmarchais-Crawford       | Conseiller municipal                          |                                                               |        |       |
| Desmarchais-Crawford       | Conseiller municipal                          | Votes valides                                                 | 10 002 | 98,03 |
| Desmarchais-Crawford       | Conseiller municipal                          | Votes invalides                                               | 201    | 1,97  |
| Desmarchais-Crawford       | Conseiller municipal                          | Total                                                         | 10 203 | 100   |
| Desmarchais-Crawford       | Conseiller municipal                          | Abstentions                                                   | 11 978 | 54,00 |
| Desmarchais-Crawford       | Conseiller municipal                          | Inscrits/Participation                                        | 22 181 | 46,00 |
| Desmarchais-Crawford       |                                               |                                                               |        |       |
| Desmarchais-Crawford       | Conseiller ou conseillère d'arrondissement #1 | Luc Gagnon (Sortant) Projet Montréal                          | 5 967  | 59,60 |
| Desmarchais-Crawford       | Conseiller ou conseillère d'arrondissement #1 | Ann Guy Équipe Denis Coderre pour Montréal                    | 4 044  | 40,40 |
| Desmarchais-Crawford       | Conseiller ou conseillère d'arrondissement #1 |                                                               |        |       |
| Desmarchais-Crawford       | Conseiller ou conseillère d'arrondissement #1 | Votes valides                                                 | 10 011 | 97,88 |
| Desmarchais-Crawford       | Conseiller ou conseillère d'arrondissement #1 | Votes invalides                                               | 217    | 2,12  |
| Desmarchais-Crawford       | Conseiller ou conseillère d'arrondissement #1 | Total                                                         | 10 228 | 100   |
| Desmarchais-Crawford       | Conseiller ou conseillère d'arrondissement #1 | Abstentions                                                   | 11 953 | 53,89 |
| Desmarchais-Crawford       | Conseiller ou conseillère d'arrondissement #1 | Inscrits/Participation                                        | 22 181 | 46,11 |
| Desmarchais-Crawford       |                                               |                                                               |        |       |
| Desmarchais-Crawford       | Conseillère d'arrondissement #2               | Marie-Andrée Mauger (Sortante) Projet Montréal                | 6 388  | 63,90 |
| Desmarchais-Crawford       | Conseillère d'arrondissement #2               | Tracey Arial Équipe Denis Coderre pour Montréal               | 3 609  | 36,10 |
| Desmarchais-Crawford       | Conseillère d'arrondissement #2               |                                                               |        |       |
| Desmarchais-Crawford       | Conseillère d'arrondissement #2               | Votes valides                                                 | 9 997  | 97,92 |
| Desmarchais-Crawford       | Conseillère d'arrondissement #2               | Votes invalides                                               | 212    | 2,08  |
| Desmarchais-Crawford       | Conseillère d'arrondissement #2               | Total                                                         | 10 209 | 100   |
| Desmarchais-Crawford       | Conseillère d'arrondissement #2               | Abstentions                                                   | 11 972 | 53,97 |
| Desmarchais-Crawford       | Conseillère d'arrondissement #2               | Inscrits/Participation                                        | 22 181 | 46,03 |

| Parti                    | Parti                              | Candidats                | Voix   | %     | Sièges | +/-           |  |
| ------------------------ | ---------------------------------- | ------------------------ | ------ | ----- | ------ | ------------- |  |
|                          | Projet Montréal                    | 7                        | 45 037 | 51,43 | 3      | en stagnation |  |
|                          | Équipe Denis Coderre pour Montréal | 7                        | 42 525 | 48,57 | 4      | en stagnation |  |
| Total des votes          | Total des votes                    | Total des votes          | 87 562 | 100   |        |               |  |
|                          |                                    |                          |        |       |        |               |  |
| Suffrages exprimés       | Suffrages exprimés                 | Suffrages exprimés       | 22 007 | 98,09 |        |               |  |
| Votes invalides          | Votes invalides                    | Votes invalides          | 428    | 1,91  |        |               |  |
| Total                    | Total                              | Total                    | 22 435 | 100   | 7      | en stagnation |  |
| Abstention               | Abstention                         | Abstention               | 27 094 | 54,70 |        |               |  |
| Inscrits / participation | Inscrits / participation           | Inscrits / participation | 49 529 | 45,30 |        |               |  |

#### Ville-Marie
| Ville-Marie | Candidats à la mairie                                                                                             |
| Ville-Marie | Le Maire de l'arrondissement Ville-Marie est également maire de Montréal. Voir résultats de la mairie de Montréal |

| District      | Poste                | Candidat                                                      | Votes  | %     |
| Peter-McGill  | Conseiller municipal | Cathy Wong Équipe Denis Coderre pour Montréal                 | 2 356  | 46,32 |
| Peter-McGill  | Conseiller municipal | Jabiz Sharifian Projet Montréal                               | 1 709  | 33,60 |
| Peter-McGill  | Conseiller municipal | Steve Shanahan (Sortant) Vrai changement pour Montréal        | 601    | 11,82 |
| Peter-McGill  | Conseiller municipal | John Symon Coalition Montréal                                 | 382    | 7,51  |
| Peter-McGill  | Conseiller municipal | Liyousa Kilani Indépendante                                   | 38     | 0,75  |
| Peter-McGill  | Conseiller municipal |                                                               |        |       |
| Peter-McGill  | Conseiller municipal | Votes valides                                                 | 5 086  | 97,92 |
| Peter-McGill  | Conseiller municipal | Votes invalides                                               | 108    | 2,08  |
| Peter-McGill  | Conseiller municipal | Total                                                         | 5 194  | 100   |
| Peter-McGill  | Conseiller municipal | Abstentions                                                   | 13 397 | 72,06 |
| Peter-McGill  | Conseiller municipal | Inscrits/Participation                                        | 18 591 | 27,94 |
|               |                      |                                                               |        |       |
| Saint-Jacques | Conseiller municipal | Robert Beaudry Projet Montréal                                | 4 174  | 52,31 |
| Saint-Jacques | Conseiller municipal | Richard Bergeron (Sortant) Équipe Denis Coderre pour Montréal | 3 642  | 45,64 |
| Saint-Jacques | Conseiller municipal | Daniel Gaudreau Vrai changement pour Montréal                 | 164    | 2,06  |
| Saint-Jacques | Conseiller municipal |                                                               |        |       |
| Saint-Jacques | Conseiller municipal | Votes valides                                                 | 7 980  | 98,24 |
| Saint-Jacques | Conseiller municipal | Votes invalides                                               | 143    | 1,76  |
| Saint-Jacques | Conseiller municipal | Total                                                         | 8 123  | 100   |
| Saint-Jacques | Conseiller municipal | Abstentions                                                   | 13 197 | 61,90 |
| Saint-Jacques | Conseiller municipal | Inscrits/Participation                                        | 21 320 | 38,10 |
|               |                      |                                                               |        |       |
| Sainte-Marie  | Conseiller municipal | Sophie Mauzerolle Projet Montréal                             | 5 276  | 66,95 |
| Sainte-Marie  | Conseiller municipal | Pierre Mainville Équipe Denis Coderre pour Montréal           | 2 460  | 31,21 |
| Sainte-Marie  | Conseiller municipal | Artur Adam Urbanowicz Vrai changement pour Montréal           | 145    | 1,84  |
| Sainte-Marie  | Conseiller municipal |                                                               |        |       |
| Sainte-Marie  | Conseiller municipal | Votes valides                                                 | 7 881  | 97,72 |
| Sainte-Marie  | Conseiller municipal | Votes invalides                                               | 184    | 2,28  |
| Sainte-Marie  | Conseiller municipal | Total                                                         | 8 065  | 100   |
| Sainte-Marie  | Conseiller municipal | Abstentions                                                   | 10 320 | 56,13 |
| Sainte-Marie  | Conseiller municipal | Inscrits/Participation                                        | 18 385 | 43,87 |

| Parti                    | Parti                              | Candidats                | Voix   | %     | Sièges | +/-           |  |
| ------------------------ | ---------------------------------- | ------------------------ | ------ | ----- | ------ | ------------- |  |
|                          | Projet Montréal                    | 3                        | 11 159 | 53,27 | 2      | en stagnation |  |
|                          | Équipe Denis Coderre pour Montréal | 3                        | 8 458  | 40,38 | 1      | 1             |  |
|                          | Vrai changement pour Montréal      | 3                        | 910    | 4,34  | 0      | 1             |  |
|                          | Coalition Montréal                 | 1                        | 382    | 1,82  | 0      | en stagnation |  |
|                          | Indépendants                       | 1                        | 38     | 0,18  | 0      | -             |  |
| Total des votes          | Total des votes                    | Total des votes          | 20 947 | 100   |        |               |  |
|                          |                                    |                          |        |       |        |               |  |
| Suffrages exprimés       | Suffrages exprimés                 | Suffrages exprimés       | 20 947 | 97,97 |        |               |  |
| Votes invalides          | Votes invalides                    | Votes invalides          | 435    | 2,03  |        |               |  |
| Total                    | Total                              | Total                    | 21 382 | 100   | 3      | en stagnation |  |
| Abstention               | Abstention                         | Abstention               | 36 914 | 63,32 |        |               |  |
| Inscrits / participation | Inscrits / participation           | Inscrits / participation | 58 296 | 36,68 |        |               |  |

#### Villeray–Saint-Michel–Parc-Extension
| Villeray–Saint-Michel–Parc-Extension | Candidates à la mairie                                    | Votes  | %     |
| Villeray–Saint-Michel–Parc-Extension | Giuliana Fumagalli Projet Montréal                        | 19 196 | 54,07 |
| Villeray–Saint-Michel–Parc-Extension | Anie Samson (Sortante) Équipe Denis Coderre pour Montréal | 16 306 | 45,93 |
| Villeray–Saint-Michel–Parc-Extension |                                                           |        |       |
| Villeray–Saint-Michel–Parc-Extension | Votes valides                                             | 35 502 | 95,98 |
| Villeray–Saint-Michel–Parc-Extension | Votes invalides                                           | 1 488  | 4,02  |
| Villeray–Saint-Michel–Parc-Extension | Total                                                     | 36 990 | 100   |
| Villeray–Saint-Michel–Parc-Extension | Abstentions                                               | 52 601 | 58,71 |
| Villeray–Saint-Michel–Parc-Extension | Inscrits/Participation                                    | 89 591 | 41,29 |

| District          | Poste                | Candidat                                                     | Votes  | %     |
| François-Perrault | Conseiller municipal | Sylvain Ouellet (Sortant) Projet Montréal                    | 4 998  | 59,21 |
| François-Perrault | Conseiller municipal | Érika Duchesne Équipe Denis Coderre pour Montréal            | 3 443  | 40,79 |
| François-Perrault | Conseiller municipal |                                                              |        |       |
| François-Perrault | Conseiller municipal | Votes valides                                                | 8 441  | 95,37 |
| François-Perrault | Conseiller municipal | Votes invalides                                              | 410    | 4,63  |
| François-Perrault | Conseiller municipal | Total                                                        | 8 851  | 100   |
| François-Perrault | Conseiller municipal | Abstentions                                                  | 13 724 | 60,79 |
| François-Perrault | Conseiller municipal | Inscrits/Participation                                       | 22 575 | 39,21 |
|                   |                      |                                                              |        |       |
| Parc-Extension    | Conseiller municipal | Mary Deros (Sortante) Équipe Denis Coderre pour Montréal     | 4 035  | 49,77 |
| Parc-Extension    | Conseiller municipal | Rafik Bentabbel Projet Montréal                              | 3 567  | 43,99 |
| Parc-Extension    | Conseiller municipal | Mohammad Tanbir Yousuf Coalition Montréal                    | 506    | 6,24  |
| Parc-Extension    | Conseiller municipal |                                                              |        |       |
| Parc-Extension    | Conseiller municipal | Votes valides                                                | 8 108  | 96,43 |
| Parc-Extension    | Conseiller municipal | Votes invalides                                              | 300    | 3,57  |
| Parc-Extension    | Conseiller municipal | Total                                                        | 8 408  | 100   |
| Parc-Extension    | Conseiller municipal | Abstentions                                                  | 12 367 | 59,53 |
| Parc-Extension    | Conseiller municipal | Inscrits/Participation                                       | 20 775 | 40,47 |
|                   |                      |                                                              |        |       |
| Saint-Michel      | Conseiller municipal | Frantz Benjamin (Sortant) Équipe Denis Coderre pour Montréal | 3 882  | 61,95 |
| Saint-Michel      | Conseiller municipal | Rana Alrabi Projet Montréal                                  | 2 384  | 38,05 |
| Saint-Michel      | Conseiller municipal |                                                              |        |       |
| Saint-Michel      | Conseiller municipal | Votes valides                                                | 6 266  | 94,07 |
| Saint-Michel      | Conseiller municipal | Votes invalides                                              | 395    | 5,93  |
| Saint-Michel      | Conseiller municipal | Total                                                        | 6 661  | 100   |
| Saint-Michel      | Conseiller municipal | Abstentions                                                  | 15 195 | 69,52 |
| Saint-Michel      | Conseiller municipal | Inscrits/Participation                                       | 21 856 | 30,48 |
|                   |                      |                                                              |        |       |
| Villeray          | Conseiller municipal | Rosannie Filato Projet Montréal                              | 6 499  | 50,59 |
| Villeray          | Conseiller municipal | Elsie Lefebvre (Sortante) Équipe Denis Coderre pour Montréal | 6 190  | 48,18 |
| Villeray          | Conseiller municipal | Charles Sounan Indépendant                                   | 158    | 1,23  |
| Villeray          | Conseiller municipal |                                                              |        |       |
| Villeray          | Conseiller municipal | Votes valides                                                | 12 847 | 98,22 |
| Villeray          | Conseiller municipal | Votes invalides                                              | 233    | 1,78  |
| Villeray          | Conseiller municipal | Total                                                        | 13 080 | 100   |
| Villeray          | Conseiller municipal | Abstentions                                                  | 11 305 | 46,36 |
| Villeray          | Conseiller municipal | Inscrits/Participation                                       | 24 385 | 53,64 |

| Parti                    | Parti                              | Candidats                | Voix   | %     | Sièges | +/-           |  |
| ------------------------ | ---------------------------------- | ------------------------ | ------ | ----- | ------ | ------------- |  |
|                          | Projet Montréal                    | 5                        | 36 644 | 51,49 | 3      | 2             |  |
|                          | Équipe Denis Coderre pour Montréal | 5                        | 33 856 | 47,57 | 2      | 1             |  |
|                          | Coalition Montréal                 | 1                        | 506    | 0,71  | 0      | 1             |  |
|                          | Indépendants                       | 1                        | 158    | 0,22  | 0      | -             |  |
| Total des votes          | Total des votes                    | Total des votes          | 71 164 | 100   |        |               |  |
|                          |                                    |                          |        |       |        |               |  |
| Suffrages exprimés       | Suffrages exprimés                 | Suffrages exprimés       | 35 662 | 96,39 |        |               |  |
| Votes invalides          | Votes invalides                    | Votes invalides          | 1 338  | 3,61  |        |               |  |
| Total                    | Total                              | Total                    | 37 000 | 100   | 5      | en stagnation |  |
| Abstention               | Abstention                         | Abstention               | 52 591 | 58,70 |        |               |  |
| Inscrits / participation | Inscrits / participation           | Inscrits / participation | 89 591 | 41,30 |        |               |  |

## Élections partielles en cours de mandat

### Élections du 16 décembre 2018
Élection partielle pour la mairie d'arrondissement de Rivière-des-Prairies–Pointe-aux-Trembles tenue le 16 décembre 2018.
- Organisée en raison de l'élection de la mairesse Chantal Rouleau à titre de députée de la Coalition avenir Québec dans la circonscription de Pointe-aux-Trembles lors des élections provinciales de 2018.

| Rivière-des-Prairies–Pointe-aux-Trembles | Candidats à la mairie              | Votes  | %     |
| Rivière-des-Prairies–Pointe-aux-Trembles | Caroline Bourgeois Projet Montréal | 5 314  | 47,99 |
| Rivière-des-Prairies–Pointe-aux-Trembles | Manuel Guedes Ensemble Montréal    | 4 951  | 44,71 |
| Rivière-des-Prairies–Pointe-aux-Trembles | Marius Minier Indépendant          | 662    | 5,98  |
| Rivière-des-Prairies–Pointe-aux-Trembles |                                    |        |       |
| Rivière-des-Prairies–Pointe-aux-Trembles | Votes valides                      | 10 927 | 98,67 |
| Rivière-des-Prairies–Pointe-aux-Trembles | Votes invalides                    | 147    | 1,33  |
| Rivière-des-Prairies–Pointe-aux-Trembles | Total                              | 11 074 | 100   |
| Rivière-des-Prairies–Pointe-aux-Trembles | Abstentions                        | 69 684 | 86,29 |
| Rivière-des-Prairies–Pointe-aux-Trembles | Inscrits/Participation             | 80 758 | 13,71 |

Élection partielle pour le poste de conseiller de ville du district Saint-Michel (Villeray–Saint-Michel–Parc-Extension) tenue le 16 décembre 2018.
- Organisée en raison de l'élection du conseiller Frantz Benjamin à titre de député du Parti libéral du Québec dans la circonscription de Viau lors des élections provinciales de 2018.

| District     | Poste                | Candidat                       | Votes  | %     |
| Saint-Michel | Conseiller municipal | Josué Corvil Ensemble Montréal | 943    | 39,71 |
| Saint-Michel | Conseiller municipal | Nadine Raymond Projet Montréal | 772    | 32,51 |
| Saint-Michel | Conseiller municipal | Reginald Pierre Indépendant    | 616    | 25,94 |
| Saint-Michel | Conseiller municipal |                                |        |       |
| Saint-Michel | Conseiller municipal | Votes valides                  | 2 331  | 98,15 |
| Saint-Michel | Conseiller municipal | Votes invalides                | 44     | 1,75  |
| Saint-Michel | Conseiller municipal | Total                          | 2 375  | 100   |
| Saint-Michel | Conseiller municipal | Abstentions                    | 19 382 | 89,08 |
| Saint-Michel | Conseiller municipal | Inscrits/Participation         | 21 757 | 10,92 |

### Élection du 6 octobre 2019
Élection partielle pour le poste de maire de l'arrondissement du Plateau Mont-Royal tenue le 6 octobre 2019.
- Organisée en raison de la démission du maire Luc Ferrandez.

| Le Plateau-Mont-Royal | Candidats à la mairie                                 | Votes  | %     |
| Le Plateau-Mont-Royal | Luc Rabouin Projet Montréal                           | 10 631 | 67,04 |
| Le Plateau-Mont-Royal | Jean-Pierre Szaraz Ensemble Montréal                  | 2 747  | 17,32 |
| Le Plateau-Mont-Royal | Marc-Antoine Desjardins Vrai changement pour Montréal | 2 480  | 15,64 |
| Le Plateau-Mont-Royal |                                                       |        |       |
| Le Plateau-Mont-Royal | Votes valides                                         | 16 308 | 98,81 |
| Le Plateau-Mont-Royal | Votes invalides                                       | 196    | 1,19  |
| Le Plateau-Mont-Royal | Total                                                 | 16 504 | 100   |
| Le Plateau-Mont-Royal | Abstentions                                           | 48 900 | 75,45 |
| Le Plateau-Mont-Royal | Inscrits/Participation                                | 65 404 | 24,55 |